# Valle de los Caídos
El Valle de los Caídos, denominado oficialmente Valle de Cuelgamuros desde 2022, es un conjunto monumental formado por una basílica católica, una abadía y una cruz de 150 m de altura asentada sobre la cumbre de un risco que domina todo el valle circundante; con la peculiaridad de que la basílica es subterránea en su totalidad. Se encuentra situado en el valle de Cuelgamuros de la sierra de Guadarrama, en el municipio de San Lorenzo de El Escorial, Comunidad de Madrid, España, a 9,5 km al norte del monasterio de El Escorial y unos 50 al noroeste de Madrid. Fue construido entre 1940 y 1958 principalmente con mano de obra de presos políticos republicanos, y también trabajadores contratados.
En su diseño participaron los arquitectos Pedro Muguruza y Diego Méndez; las esculturas corresponden a Juan de Ávalos y Taborda, entre otros. Está considerado uno de los mayores exponentes de la arquitectura franquista. La cruz tiene 150 metros de altura (con brazos de 24 metros cada uno), coronándose así como la más alta del mundo.
El conjunto sigue perteneciendo a la Fundación de la Santa Cruz del Valle de los Caídos, cuya disolución está prevista en el artículo 54 de la Ley de Memoria Democrática. Hasta la publicación del correspondiente Real Decreto (en julio de 2025 aún no había sido aprobado), sus funciones han sido asumidas por Patrimonio Nacional, según lo establecido en la Disposición Transitoria primera de dicha ley. Desde 1990 el número anual de visitantes varía entre 150 000 y 500 000.
El general Francisco Franco ordenó su construcción en 1940 y que fuesen enterrados allí José Antonio Primo de Rivera, fundador de la Falange Española, y los caídos de la «Gloriosa Cruzada». Poco antes de su inauguración en 1959 fueron llevados allí restos de soldados del bando republicano, por lo que finalmente quedaron enterrados 33 833 combatientes de ambos bandos de la guerra civil española. Los columbarios están detrás de las dos grandes capillas del Santísimo y del Sepulcro (ambas a los lados del crucero) y de las seis laterales de la Virgen ubicadas en la nave. No hay separación por bandos, unos y otros están entremezclados. Con oficialmente restos de 33 847 personas distintas, y calificada la «mayor fosa común de España», de acuerdo con una fuente del Valle incluida en un artículo publicado en El País en 2008, la exhumación de cadáveres sería imposible dado que estos habrían acabado formando parte de la propia estructura del edificio, al haber sido empleados para rellenar cavidades internas de las criptas, y que, por efecto de la humedad, habrían acabado conformando un «cadáver colectivo indisoluble». Pruebas de CSIC en 2018 así lo confirman.
En 2012 finalizó una restauración parcial. En 2018 las visitas crecieron en un 103 % y alcanzaron más de 4000 por fin de semana con motivo del anuncio de la entonces posible exhumación de Franco. El desenterramiento se llevó a cabo finalmente el 24 de octubre de 2019. Los restos del que fuera jefe del Estado, fueron trasladados al cementerio de Mingorrubio, junto con los de su viuda Carmen Polo, cumpliendo así la voluntad de Franco de ser enterrado junto a su esposa fuera del monumento y una reforma ad hoc de la Ley de Memoria Histórica aprobada en 2018 con la finalidad exclusiva de la exhumación.
También se exhumó en 2023 a José Antonio Primo de Rivera por deseo de su familia, cuyos restos descansan actualmente en el cementerio de San Isidro, junto a sus familiares.

## Ubicación

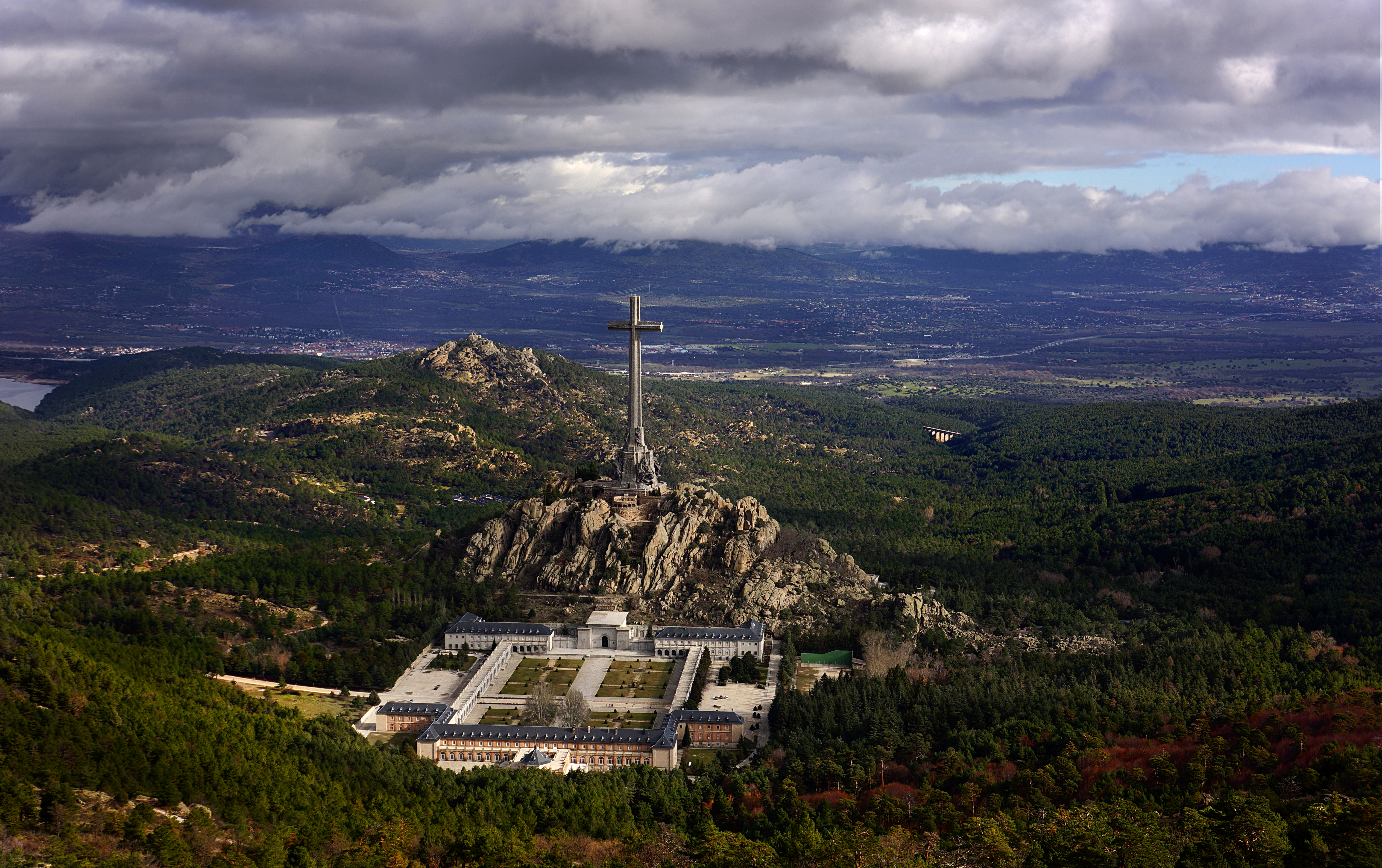
Panorámica, donde se aprecia el monumento y su entorno.

El monumento está situado en el valle de Cuelgamuros, en el extremo sur de la sierra de Guadarrama. Como el resto de la sierra, el entorno del valle está compuesto por grandes formaciones graníticas, y su vegetación predominante son los bosques de coníferas, aunque también destacan los robles, algunos olmos y, entre los arbustos, jaras, romero y tomillo. Está flanqueado por varias colinas y lo surcan algunos arroyos; uno de ellos, el Boquerón Chico, tiene una presa y surte de agua al monasterio.[cita requerida]
Está enclavado en el término municipal de San Lorenzo de El Escorial. El recinto, con sus edificaciones, constituye un predio, acotado y tapiado, de 1365 hectáreas, que limita al norte con el municipio de Guadarrama y al sur con el arroyo del Guatel, finca de la Solana y el monte de La Jurisdicción. Discurre al este la carretera de El Escorial a Guadarrama y la finca La Solana, y al oeste los términos municipales de Peguerinos y Santa María de la Alameda. Su altitud está comprendida entre 985 y 1758 metros sobre el nivel del mar; esta última pertenece al Risco de los Abantos.[cita requerida]
En el Registro de la Propiedad de mediados del siglo XIX la finca aparece inscrita con el nombre de Pinar de Cuelga Moros, que se convierte en Cuelgamuros en la inscripción registrada en 1875 y en todas las siguientes. Su último propietario antes de la expropiación forzosa por el Estado fue Gabriel Padierna de Villapadierna, marqués de Muñiz. La cuantía de la expropiación, ejecutada por la vía de urgencia, fue de 653.483,76 pesetas. Su altitud se sitúa entre los 985 y lo 1.758 metros sobre el nivel del mar. Esta última cota máxima corresponde al Risco de Abantos, mientras que el Risco de la Nava, sobre la que se levantaría la gran cruz, se sitúa en torno a los 1.400 metros. La idea era que el monumento fuera visible desde Madrid en los días claros.
Cuelgamuros se encuentra en la sierra de Guadarrama y está casi equidistante de Madrid (58 km), Ávila (55 km) y Segovia (50 km). Al Valle de los Caídos solamente es posible acceder a través de la carretera M-527.

## Historia

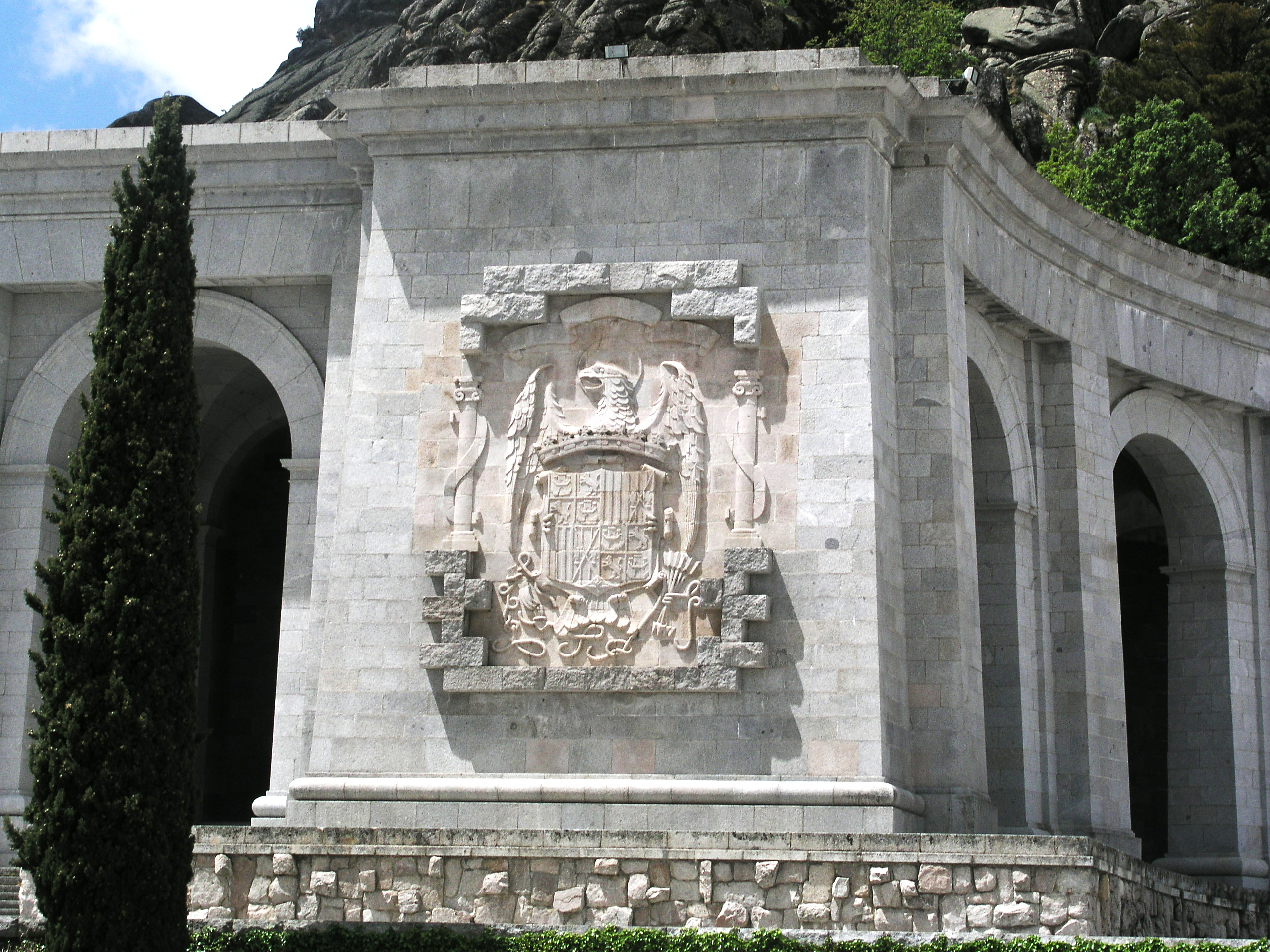
Uno de los dos escudos de los Reyes Católicos modificado por la inclusión de las columnas de Hércules, al igual que en el escudo franquista.

Nada más terminar la guerra civil la geografía española se llenó de cruces y de monumentos a los caídos del bando nacional pero «el proyecto más ambicioso del régimen destinado a conmemorar la Victoria y a honrar a los perecidos franquistas fue, sin ningún asomo de duda, el colosal Valle de los Caídos». Tras su inauguración en 1959 se convirtió en uno de los símbolos del franquismo, con la «clara intención de que el régimen contase con un gran monumento que representase todo aquello en lo que se sustentaba», «un recordatorio de la Victoria y de la sangre derramada por ella». Por otro lado, fue el proyecto personal del Generalísimo Franco.

### Antecedentes: el culto franquista a los «caídos por Dios y por España»
En la «construcción simbólica» del franquismo, como la ha llamado Zira Box, la guerra de la que había surgido fue el referente inequívoco y en especial «todo lo que tuvo que ver con la retórica y el ritual en torno a los caídos». Una valoración compartida por el historiador Javier Rodrigo para quien «de las políticas enfocadas hacia la articulación y la consecución de un consenso activo en torno al Régimen, a su Caudillo y a los valores que representaba, ninguna tuvo, posiblemente, tanta importancia cotidiana ―al margen de las políticas asistenciales― como el culto a la memoria de los caídos». «En definitiva, el perpetuo recuerdo de sus muertos sería una constante en la dictadura española que se manifestaría a través de las más diversas formas», concluye Zira Box.
En el imaginario franquista «la sangre vertida por los caídos en la guerra era la siembra cuya cosecha se recogía con la Nueva España de la Victoria». Así lo recordó el propio Franco en un discurso pronunciado en Asturias en 1946: «No hay redención sin sangre, y bendita mil veces la sangre que nos ha traído nuestra redención». Ernesto Giménez Caballero le dijo al general Moscardó en mayo de 1939: «¡Soldados de Franco! ¡Ungidos de gloria y de Imperio! Sólo la muerte heroica se hace vida fecunda. Sólo la sangre mueve la Historia. Sólo los Caídos levantaron hacia arriba a España». Tres días después de acabada la guerra el Generalísimo Franco declaraba por medio del general Saliquet que «en los momentos en que con la victoria final recogemos los frutos de tanto sacrificio y heroísmo, mi corazón está con los combatientes de España, y mi recuerdo, con los caídos para siempre en su servicio».
En efecto, como ha destacado Zira Box, «la dictadura española no escatimó esfuerzos en otorgar un puesto de honor a quienes habían caído por ella». El país se llenó de monumentos y cruces levantadas en su honor y se celebraron masivos funerales, misas, demostraciones y desfiles en su recuerdo. «Por doquier empiezan a surgir cruces y cruceros en homenaje y recuerdo de los héroes, de los mártires, de los caídos en la Cruzada» y en los muros de las iglesias «se inscriben en torno a los brazos de la cruz los nombres de los muertos en el bando de los vencedores».
La retórica y el ritual franquista en torno a los caídos procedían fundamentalmente de Falange Española, cuyos jóvenes «caídos» fueron progresivamente exaltados y sacralizados ―su líder José Antonio Primo de Rivera insistía continuamente en la idea de la muerte como un acto de servicio y de sacrificio―. En el entierro del «cuarto caído» de Falange a principios e 1934 se inauguró el ritual del grito de «¡Presente!» tras pronunciar el nombre del «camarada» muerto ―un ritual que los falangistas habían tomado de los fascistas italianos―. Al cumplirse el primer aniversario de la fundación de falange el 29 de octubre de 1934 quedó instituida esa fecha como el Día de los Caídos del partido y en todos los funerales por los militantes muertos se leería la Oración por los muertos de Falange compuesta por Rafael Sánchez Mazas. Tras promulgar el general Franco el  Decreto de Unificación entre la Falange y la Comunión Tradicionalista en abril de 1937 los caídos ya no lo serían por la «Revolución Nacional-Sindicalista» o por España como se decía en los rituales falangistas o «por Dios» o por España como se decía en los carlistas ―que tenían su propia conmemoración a sus muertos, la Fiesta de los Mártires de la Tradición, creada en 1895 y que se celebraba cada 10 de marzo― sino «por Dios, por España y por su revolución nacionalsindicalista» y más adelante según la fórmula que se acabó imponiendo: «por Dios y por España».

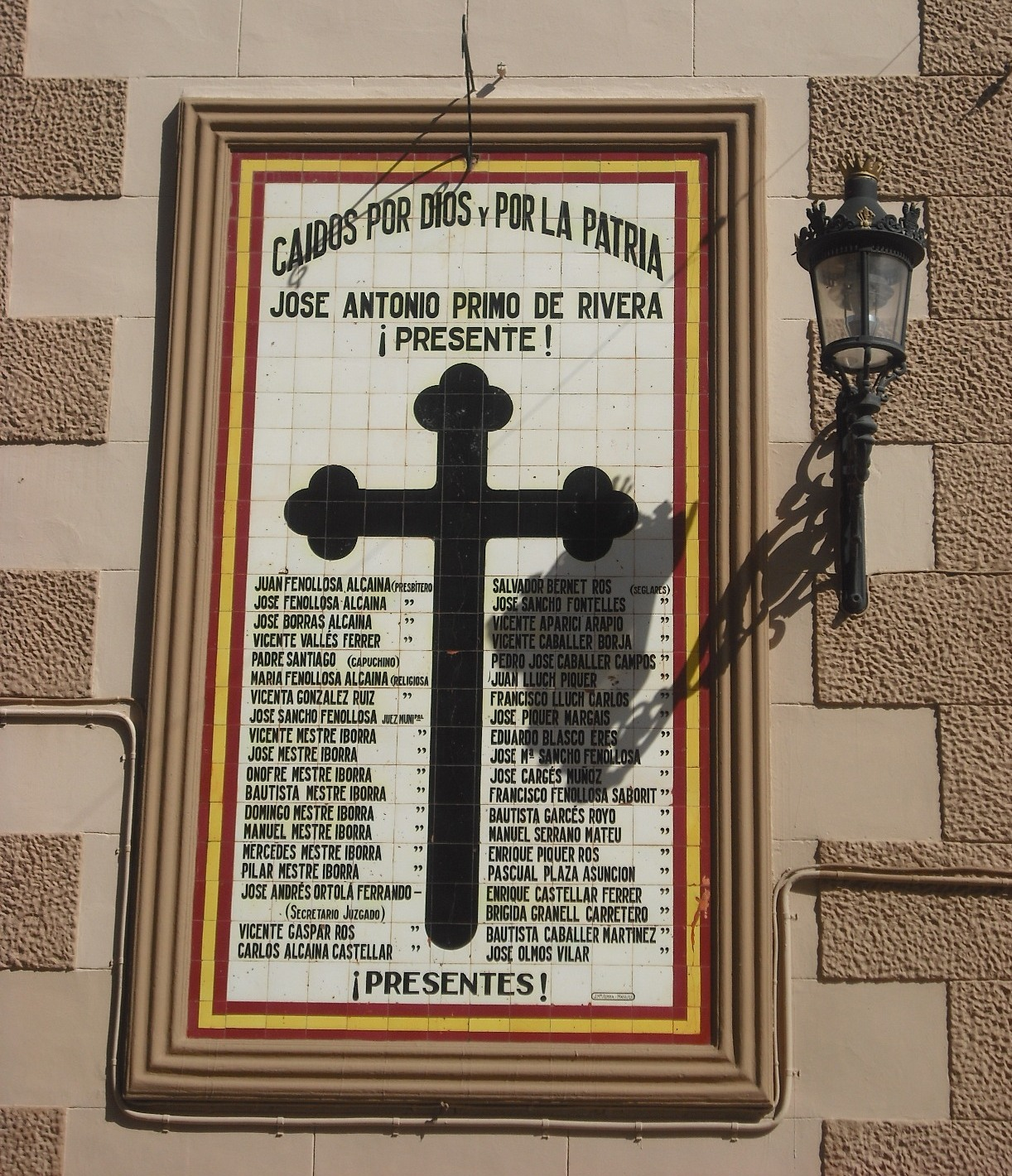
Placa conmemorativa de los "Caídos por Dios y por la Patria", «¡Presentes!», encabezada con el nombre de José Antonio Primo de Rivera, «¡Presente!» (Iglesia de San Antonio, Rafelbuñol, provincia de Valencia)

Poco después de la promulgación del decreto de 16 de noviembre de 1938 por el que se instituía el 20 de noviembre de cada año como día de luto nacional, en conmemoración de la fecha en que fue fusilado José Antonio Primo de Rivera ―y en el que entre otras medidas conmemorativas, se anunciaba que se erigiría un monumento «de importancia adecuada a los honores propios del conmemorando―, la Junta Política del partido único FET y de las JONS ordenó que todas las iglesias exhibieran en sus muros unas placas conmemorativas con la lista de los «caídos por Dios y por la Patria» de cada localidad encabezadas con el nombre de José Antonio Primo de Rivera. Como ha destacado, Zira Box, «si hubo un caído por excelencia dentro del Nuevo Estado franquista, ese fue sin duda José Antonio».
Nada más acabar la guerra se levantaron monumentos a los caídos del «bando nacional» por todas partes con la clara intencionalidad política de afirmar el nuevo régimen franquista cuya idea de España no incluía a los del bando derrotado (que formaban parte de la anti-España, según la retórica del régimen franquista). Según Borja de Riquer, «no hubo interés por integrar políticamente a los vencidos, ni por buscar una reconciliación, sólo se les quería destruir o someter». Ya en el inicio de la guerra civil lo había advertido el general Mola: «Ni rendición ni abrazo de Vergara, ni pactos del Zanjón, ni nada que no sea victoria aplastante y definitiva». El 31 de diciembre de 1938, en el comienzo de la ofensiva de Cataluña, el general Franco advirtió en una entrevista concedida a Manuel Aznar que no habría ni amnistía ni reconciliación para los republicanos. Solo el castigo y el arrepentimiento abrirían la puerta a su «redención», exclusivamente para los que no fueran «criminales empedernidos», a los que solo les esperaba la muerte.
Acabada la guerra el número dos del régimen, Ramón Serrano Suñer negó que pudiera haber ningún tipo de reconciliación porque los vencidos eran un «enemigo irredimible, imperdonable y criminal» sobre el cual debía caer «la sentencia de irrevocable exclusión, sin la cual estaría en riesgo la propia existencia de la Patria». El propio Generalísimo Franco dejó muy claro que no habría tregua con los vencidos ―«El espíritu judaico… que sabe tanto de pactos con la revolución antiespañola, no se extirpa en un día, y aletea en el fondo de muchas conciencias», dijo el 19 de mayo de 1939, el día del Desfile de la Victoria― y que tampoco habría amnistía ni reconciliación. Así lo manifestó en su mensaje de Fin de Año de 1939, «el Año de la Victoria», cuando descartó las «monstruosas y suicidas amnistías, que encierran más de estafa que de perdón», y propugnó en su lugar para los vencidos la «redención de la pena por el trabajo, el arrepentimiento y la penitencia» pues «quien otra cosa piense, o peca de inconsciencia o de traición». «Son tantos los daños ocasionados a la Patria, tan graves los estragos causados en la familias y en la moral, tantas las víctimas que demandan justicia, que ningún español honrado, ningún ser consciente puede apartarse de estos penosos deberes», añadió. Así que Franco ordenó la puesta en marcha de la «Causa general sobre la dominación roja en España» con el fin de castigar «los hechos delictivos cometidos en todo el territorio nacional durante la dominación roja». Una Causa General que, según Julián Casanova, confirmó «la división social entre vencedores y vencidos, ‘patriotas y traidores’, ‘nacionales y rojos’ ». Para los vencidos, «el luto y el apoyo de la comunidad fueron sustituidos por el insulto, la humillación, las amenazas y las penurias económicas».
Fueron tantas las iniciativas para levantar monumentos a los caídos que se promulgó una orden el 7 de agosto de 1939 para unificar su estilo y su sentido. «Las finalidades políticas que condensaban los monumentos a los muertos eran múltiples: recordar la Victoria en cuanto mito fundacional del régimen, ensalzar a los vencedores, someter a los vencidos, mostrar al pueblo algunos de los fundamentos del nuevo sistema político (tales como la paz, la concordia, la solidez…) o exaltar el poder de quienes, habiendo ganado con las armas, tributaban sus logros a los fallecidos».

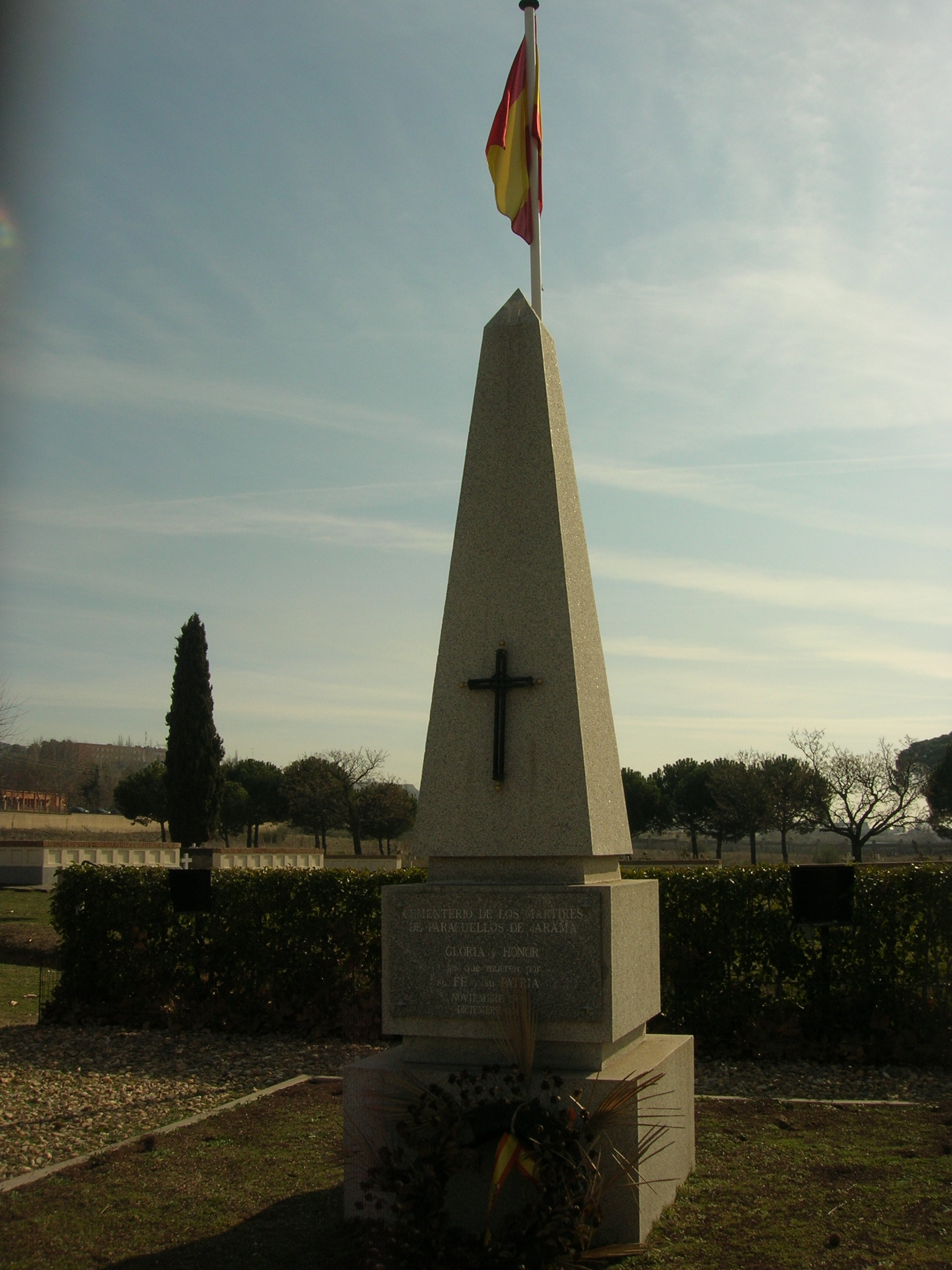
Monolito levantado en el cementerio de los mártires de Paracuellos de Jarama. Lleva la inscripción: «GLORIA Y HONOR a los que mueren por su FE y su PATRIA».

Según la orden, todos los proyectos tenían que ser aprobados por la Subsecretaría de Prensa y Propaganda dependiente del Ministerio de la Gobernación previo informe técnico y artístico de la Dirección General de Arquitectura, dirigida por Pedro Muguruza ―que sería el primer arquitecto del Valle de los Caídos―, y del Departamento de Plástica de la Dirección General de Propaganda, que dirigía el cartelista falangista Juan Cabanas, a las órdenes del también falangista Dionisio Ridruejo. Sin embargo, tras la crisis de mayo de 1941 los servicios de Prensa y Propaganda pasaron a depender de la Vicesecretaría de Educación Popular, dirigida por el monárquico y católico Gabriel Arias-Salgado. Las directrices que emanaron de estos organismos para el levantamiento de los monumentos a los caídos se basaban en principios claros ―«sobriedad, austeridad, clasicismo, sencillez y decoro, características que formaban parte del ideal arquitectónico de los fascistas españoles»― y todos ellos debían estar coronados por la cruz como elemento principal del monumento ―«una cruz decorosa, proporcionada y que quedase integrada dentro del conjunto monumental», explica Zira Box― a la que podrían acompañar figuras alegóricas como el águila o el laurel o símbolos del nuevo régimen como el yugo y las flechas, el escudo franquista o el Vítor. De hecho muchos proyectos fueron desestimados por no cumplir con estos principios. Por otro lado, se eligió el «Día de los Caídos», 29 de octubre, para inaugurar las placas y monumentos.

### Creación
Como monumento referido a la Guerra Civil, el Valle de los Caídos fue concebido por Franco con la finalidad proclamada de rendir honor y enterrar a aquellos que cayeron luchando junto a él en la «Gloriosa Cruzada». Fue en ese sentido un monumento de exaltación de la dictadura franquista, que quedó tan identificado con la figura del dictador que habrán de pasar generaciones antes de que este pierda su «estremecedora simbología» y se convierta en un hito más.
En el preámbulo del decreto firmado por Franco de 1 de abril de 1940, primer aniversario de su Victoria en la guerra civil, en el que se ordenaba su construcción se explicaba su finalidad:

La dimensión de nuestra Cruzada, los heroicos sacrificios que la victoria encierra y la trascendencia que ha tenido para el futuro de España esta epopeya, no pueden quedar perpetuados por los sencillos monumentos con los que suelen conmemorarse en villas y ciudades los hechos salientes de nuestra Historia y los episodios gloriosos de sus hijos.
Es necesario que las piedras que se levanten tengan la grandeza de los monumentos antiguos, que desafíen al tiempo y al olvido y que constituyan lugar de meditación y de reposo en que las generaciones futuras rindan tributo de admiración a los que les legaron una España mejor.
 A estos fines responde la elección de un lugar retirado donde se levante el templo grandioso de nuestros muertos en que por los siglos se ruegue por los que cayeron en el camino de Dios y de la Patria. Lugar perenne de peregrinación en que lo grandioso de la naturaleza ponga un digno marco al campo en que reposen los héroes y mártires de la Cruzada.

El preámbulo del Decreto dejaba bien claro que el monumento iba a homenajear y a conmemorar a «los que cayeron en el camino de Dios y de la Patria», a «los héroes y mártires de la Cruzada», es decir, a los caídos del bando vencedor en la guerra civil.
El decreto de la creación de lo que sería llamado el Valle de los Caídos ―cuyo preámbulo, según Paul Preston, «revelaba palmariamente las ideas megalómanas de Franco sobre su lugar en la historia»― fue promulgado por Franco el día en que se cumplía el primer aniversario de su victoria en la Cruzada. Ese mismo día se celebró en Madrid el segundo «Desfile de la Victoria» (el primero había tenido lugar el año anterior, mes y medio después de acabada la guerra) y a mediodía se celebró un almuerzo de la victoria en el Palacio de Oriente al que asistieron el gobierno, los jefes del partido único, generales y los miembros del cuerpo diplomático ―de hecho doña Carmen Polo se sentó entre los embajadores de los dos grandes aliados de su esposo, la Italia fascista y la Alemania nazi―. Después de comer todos los asistentes encabezados por el propio Caudillo fueron conducidos en coches oficiales a la finca de Cuelgamuros ―en las vertientes de la Sierra de Guadarrama, cerca de El Escorial―, el lugar donde se iban a alzar «Basílica, Monasterio y Cuartel de Juventudes», como se decía en artículo 1.º del decreto. Tras pasar revista el general Franco a una compañía que le rendía honores, el coronel Valentín Galarza, subsecretario de la Presidencia del Gobierno, leyó el decreto. A los tres gritos sucesivos de «¡España!» lanzados por Franco, los asistentes respondieron con los gritos de «¡Una!, ¡Grande! y ¡Libre!». A continuación se explosionó la primera carga de dinamita, tras lo cual el propio Franco explicó la grandiosidad del proyecto que tenía en mente. Justo a su lado estaban su esposa, Rafael Sánchez Mazas, Ramón Serrano Suñer y el arquitecto Pedro Muguruza. El diario ABC publicó al día siguiente que el monumento «tendrá la grandeza que impone la idea y que pide el feliz emplazamiento elegido, para que en una de las montañas del sistema central se reúnan las peregrinaciones de patriotas creyentes».
El Valle de los Caídos fue un proyecto personal de Franco que dijo haber concebido mucho antes de que finalizara la guerra; según confesó el propio Franco al primer abad mitrado del Valle, Fray Justo Pérez de Urbel: «En realidad, no se trataba de descubrir, sino de identificar y localizar una imagen que llevaba dentro», le dijo. Por su parte el arquitecto encargado del Valle Diego Méndez, quien había trabajado estrechamente con el Caudillo, declaró poco antes de su inauguración que «desde el principio de la guerra, Franco sintió la necesidad moral, podríamos decir que hasta física», de levantar un monumento con el que «honrar a los muertos cuanto ellos nos honraron». Según Méndez, Franco estaba obsesionado con la idea. «Desde que la chispa de la idea quemó su inquietud, Franco tenía un punto de arranque: que la reunión póstuma de los mejores fuese una cripta, en el corazón de una montaña…». Según su primo y secretario Francisco Franco Salgado-Araújo, Franco «tal vez haya querido imitar a Felipe II, que levantó el monasterio de El Escorial para conmemorar la batalla de San Quintín».
Fue Franco el que escogió personalmente Cuelgamuros para erigir allí su «colosal empeño arquitectónico» después de una «minuciosa búsqueda para localizar la grandiosidad natural que buscaba», en compañía del general Moscardó. La idea general de lo que se iba a construir allí también era suya ―«un monumento que vinculara los tiempos de Franco con los de los Reyes Católicos, Carlos V y Felipe II» y que «más que cualquier otro legado de su régimen, reflejaba el concepto que Franco tenía de sí mismo como figura histórica a la par de Felipe II»― y durante el diseño del proyecto por el arquitecto Pedro Muguruza Franco hizo muchas indicaciones y sugerencias y también durante su construcción, como aumentar al doble el tamaño de la cripta ―según su biógrafo Paul Preston el Valle de los Caídos se convertiría en la segunda «obsesión privada» de Franco, después de la caza―. Según el general Millán Astray Franco tenía una pasión secreta, la de «arquitecto urbanista, constructor de ciudades». «Fue él, asimismo, quien diseñó y dirigió la construcción del Círculo de Oficiales de la Legión...», dijo Millán Astray. Pedro Muguruza, por su parte, explicó en Barcelona en 1942 que «el Caudillo desea que España oriente su arquitectura imprimiéndole un estilo peculiar del momento histórico que nuestra nación ha vivido en su Cruzada liberadora». «El nuevo estilo arquitectónico a que se va [es] el imperial», dirá Muguruza. Por su parte el futuro abad del monasterio benedictino Fray Justo Pérez de Urbel afirmó que Franco «tenía una gran preocupación por la grandiosidad del monumento, pero también se ocupaba de los detalles. Todas las Vírgenes las escogió él... En toda cuestión se le preguntaba, él exigía que se le consultase... A veces tardaba mucho en ir al Valle, en volver por allí, y entonces habían hecho una cosa que no le gustaba y había que cambiarla». Los presos políticos que trabajaron en el Valle recordaron años después que Franco «iba muy a menudo» a visitar las obras «y siempre que iba rara era la vez que no daban una gratificación». (El que también subía mucho a Cuelgamuros era el general Millán Astray, «que les daba tabaco a los presos, y nos echaba discursos, arengas de tipo patriótico», según recordaba el practicante de las obras, también preso).
Una de las preocupaciones fundamentales del general Franco fue el diseño de la monumental cruz, verdadero símbolo del Valle. Franco desechó los diferentes proyectos que le presentaron y él mismo dibujó bocetos de la cruz que tenía en mente. Finalmente aprobó el diseño que le presentó el arquitecto Diego Méndez, que se había hecho cargo de las obras en 1950 por la grave enfermedad de Pedro Muguruza —moriría el 3 de febrero de 1952—. Una cruz sobria y escueta, según Méndez, que sin embargo medía 150 metros de altura. Otra de las preocupaciones de Franco fue la decoración de la cripta pues quería que a ambos lados hubiera un desfile de héroes y de mártires porque «toda la Cruzada» «ha sido realmente eso, ha sido un desfile de héroes y mártires», le dijo al arquitecto Méndez. Pero este finalmente le convenció para que las paredes fueran revestidas con escenas del Apocalipsis. Franco también seleccionó personalmente en los bosques de los montes de Segovia el enebro que se iba utilizar para hacer la cruz destinada al altar mayor de la basílica y sobre la que se iba a colocar la talla de un Cristo esculpido por Julio Beovide.
Méndez se propuso desarrollar las ideas de grandeza imperiales originales para que el monumento representara plásticamente «las virtudes raciales, como las del heroísmo, el ascetismo, el espíritu aventurero, el afán de conquista, el "quijotismo", que forman el todo que inspira y define lo español como una unidad de esencia sublime y una permanente aspiración hacia lo eterno». Así el monumento a los caídos debía ser «nada más y nada menos que el Altar de España, de la España heroica, de la España mística, de la España eterna».
De las esculturas de la base de la cruz se encargó Juan de Ávalos. En un principio estaba previsto colocar allí representaciones de los doce apóstoles, pero al final se acordó que fueran los cuatro evangelistas, en la base, y las cuatro virtudes cardinales en la zona de transición de aquella al fuste de la cruz. Además Ávalos esculpió la Piedad que debía figurar encima de la puerta de entrada a la basílica. La primera Piedad que realizó no le gustó al general Franco —le dijo a Ábalos que era muy patética, muy triste, y que parecía un murciélago— y tuvo que esculpir otra siguiendo las ideas de Franco, que aprobó los bocetos, y que fue la que finalmente se puso en la entrada. Por otro lado, las virtudes cardinales tuvieron que ser representadas con imágenes varoniles porque Franco dijo que «las mujeres no suelen encarnar realmente esas virtudes».
Finalmente no se construyó el «Cuartel de Juventudes» del que hablaba el decreto fundacional de 1940 y el monasterio proyectado y construido por Muguruza, por estar demasiado lejos de la basílica, no albergó a los monjes sino que se convirtió en hospedería y en la sede del Centro de Estudios Sociales destinado a estudiar y difundir «la doctrina social católica, inspiradora de las realizaciones sociales del régimen».. Así se construyó un nuevo monasterio casi adosado al risco sobre el que se levantaba la cruz, «de tal modo que los monjes podrán acceder a la basílica sin necesidad de exponerse a la intemperie, por una galería interior excavada en la roca y con techo abovedado, y tomando luego el ascensor». La decisión de construir el nuevo monasterio, que costó 160 millones de pesetas, la tomó Franco tras escuchar la queja del futuro abad Fray Justo Pérez de Urbel de que el antiguo estaba demasiado lejos de la basílica. «Y cuando terminaron [las obras] y ya nos pudimos trasladar [los monjes], recuerdo que [Franco] dijo: "Bueno, estarán ustedes contentos ahora". "Bueno, sí... Nosotros estamos siempre dispuestos a colaborar y a hacer lo que Su Excelencia ordene, pero, claro, hay que hacer una cosa que se preste". "Sí, si, yo comprendo que es mejor así; ha costado un poco, pero es mejor así"», recordó años después Fray Justo Pérez de Urbel.
Para hacerse cargo de la abadía se eligió a la orden benedictina. Así se firmó un contrato con la abadía de Silos con fecha de 29 de mayo de 1958, firmado por el abad de Silos, Isaac María Toribios, y por el subsecretario de la Presidencia, Luis Carrero Blanco, en representación de Franco. Se acordó la constitución de una abadía independiente en el Valle de los Caídos, compuesta por al menos veinte monjes profesos y un número indeterminado de novicios, entre cuyas obligaciones figuraba «celebrar todos los años el 17 de julio una fiesta del Triunfo de la Santa Cruz»; «cantar una misa solemne de acción de gracias y un Te Deum» el 1 de abril, «día en que se terminó nuestra cruzada»; «celebrar una misa solemne» el 1 de octubre «por S.E. el jefe del Estado»; y «el 20 de noviembre de cada año» «cantar una Misa solemne de Difuntos por todos los caídos de nuestra Cruzada». Franco eligió personalmente a Fray Justo Pérez de Urbel para el puesto de abad del monasterio del Valle de los Caídos.

### Construcción
El 3 de abril de 1940 el arquitecto encargado de las obras Pedro Muguruza declaró a la prensa que Franco «tiene vehementes deseos de que las obras de la cripta se hallen terminadas en el plazo de un año, para inaugurarlas el 1 de abril de 1941, y en el transcurso de cinco, el conjunto de todas las edificaciones, incluso jardines que rodearán el monumento». Sin embargo la construcción duró casi veinte años. Para intentar acelerar las obras el 31 de julio de 1941, más de un año después de iniciado el proyecto, se creó el Consejo de Obras del Monumento a los Caídos, compuesto por ocho personas, entre ellas el propio Muguruza, y presidido por el ministro de la Gobernación. En el segundo párrafo del decreto se decía: «Realizada hasta la fecha toda la labor de proyectos, e iniciados ya de una manera sensible los trabajos de realización de los mismos (sic), es llegado el momento de impulsar decididamente la obra para coronar su término en el menor plazo posible, creando un órgano de dirección con la autoridad y la autonomía de gestión necesarias para solventar todas las dificultades que las circunstancias presentes puedan presentar ante la rápida marcha de los trabajos». Para sufragar los gastos de la obra, a la «suscripción nacional» que se estableció en el decreto de 1940, se añadió en este segundo decreto «aquellas aportaciones que el Gobierno juzgue conveniente destinar a la misma (sic)».
De la perforación de la cripta se encargó la empresa San Román de Madrid (filial de Agromán, con la que luego se refundiría), de la construcción del edificio pensado inicialmente como monasterio la empresa Molán, también de Madrid, y de la construcción de la carretera de acceso, la empresa fundada por los hijos de un modesto contratista catalán apellidado Banús.
En la obra se emplearon presos políticos republicanos que se habían acogido a la Redención de penas por el trabajo. Hubo catorce muertos y muchos más heridos por accidentes, sin contar con los que acabaron padeciendo silicosis. Muchas de las grandes empresas de la construcción del franquismo, como Banús, Agromán o Huarte, empezaron allí.
En noviembre de 1950 se terminaron las obras de la actual residencia y se aprobó el proyecto de la cruz, cuya construcción se inició en 1951; en 1952 se proyectó la explanada y se aprobó la ampliación del hueco de la Cripta, cuyos trabajos continuaron en 1953 y 1954, en que se proyectó la terminación del crucero. Se inició en 1955 el revestimiento de cantería de las paredes y bóveda de la cripta, galerías y sacristías. En 1956 se construyó el coro, los altares y la pavimentación de la cripta; por último, en 1957, se proyectó el pórtico posterior y el gran claustro, el Monasterio y el Noviciado, obras que concluyeron en 1958.
La construcción de la cruz concluyó en 1956. Medía casi ciento cincuenta metros de altura y al levantarse sobre un risco de la misma elevación podía verse desde más de cincuenta kilómetros de distancia.

#### Sobre el personal de construcción
Los primeros trabajadores del monumento fueron obreros libres contratados por la empresa San Román —uno de ellos era el padre del que después sería el famoso actor Francisco Rabal—. Meses después fue cuando comenzaron a trabajar en la obra presos políticos. Muchos de ellos fueron llevados al valle por los propios contratistas que se pasaban por las prisiones para seleccionarlos. Años después uno de los presos políticos del penal de Ocaña, condenado a treinta años de cárcel, recordaba lo siguiente:

Don Juan Banús fue a por gente a Ocaña, y por no estar encerrado allí... yo pedí ir a trabajar. Pero como estaba débil, no me quería llevar. Me miró la boca, me tanteó los músculos... ¡sí, el mismo don Juan Banús! [...] Como éramos muchos miles los que allí queríamos salir a trabajar, escogió gente. Nos formaron en el patio y pasó en compañía de un guardián y de un oficial; y todo el que estaba sentenciado en firme y quería salir voluntario daba un paso al frente... Entonces él entresacaba al que veía más fuerte, más alimentado. [...] Nos montaron en dos camiones Saurer descubiertos, unos treinta o cuarenta en cada uno, con un oficial de prisiones. [...] Y ya llegamos a la portada del Valle, la que es hoy, y ya vimos a compañeros nuestros, trabajando, que habían salido en expediciones anteriores, y que no había nada más que capataces con ellos; si acaso, daba una vuelta de cuando en cuando un oficial. [...] O sea, que allí nos fuimos ni más ni menos que a construir una tumba faraónica... Lo que pasa es que estábamos mejor que en la cárcel. [...] En el destacamento nuestro [de los Banús] entonces éramos unos cuatrocientos. El túnel lo hacía otro destacamento, y el monasterio otro. Todos presos; libres habría muy pocos. [...] Si no te comportabas, pues venías caminito de la cárcel otra vez. ¡Huy, muchos, que se devolvían! Unos porque no querían trabajar, otros por su tendencia política; otros, porque los cogían leyendo prensa que ni Dios sabe quién se la había llevado (allí no se autorizaba más periódico que Redención, que lo hacían en los talleres penitenciarios de Alcalá de Henares), y cosas por el estilo. O si había reuniones políticas, claro, y se chivaba alguien o te cogían.

La base legal para reclutar a los presos era un decreto de 28 de mayo de 1937 que establecía el derecho al trabajo de los prisioneros de guerra y los presos no comunes (los «presos rojos») y la orden ministerial de 7 de octubre de 1938 que establecía la Redención de penas por el Trabajo con la finalidad de conseguir «el fortalecimiento espiritual y político de las familias de los presos y de estos mismos» mediante «la ingente labor de arrancar de los presos y de sus familiares el veneno de las ideas de odio y antipatria». El promotor de la idea de la redención de penas por el trabajo, el jesuita José Agustín Pérez del Pulgar, la justificó así en La solución que España da al problema de sus presos políticos, publicado en 1939: «Es muy justo que los presos contribuyan con su trabajo a la reparación de los daños a que contribuyeron con su cooperación a la rebelión marxista», que sea el penado el que trabaje por el obrero libre, «que se supone que no ha delinquido contra el Estado y contra la sociedad..., ayudando a reconstruir lo que con su rebelión contribuyó a destruir. [...] No es posible, sin tomar precauciones, devolver a la sociedad, o como si dijéramos, a la circulación social, elementos dañados, pervertidos, envenenados política y moralmente, porque su reingreso en la comunidad libre y normal de los españoles, sin más ni más, representaría un peligro de corrupción y de contagio para todos, al par que el fracaso histórico de la victoria alcanzada a costa de tanto sacrificio».
Para los presos la opción de la redención de penas por el trabajo era «una situación incomparablemente mejor que las que les tocará vivir a los que quedan encerrados en las prisiones o serán empujados a los paredones frente a los fusiles». Como ha afirmado Susana Sueiro Seoane, «obviamente, dadas las durísimas condiciones imperantes en las cárceles españolas de aquella época, cualquier preso político prefería acogerse al llamado Sistema de Redención de Penas por el Trabajo, ideado por el régimen franquista para explotar laboralmente a los cientos de miles de presos que abarrotaban sus prisiones. Sin duda, era para el preso una mejor opción que estar encerrado en insalubres y masificadas cárceles porque el trabajo forzado les reducía el tiempo de condena y, en el caso del Valle, podían trabajar al aire libre y recibir las visitas de sus familias».
El procedimiento burocrático para acceder al sistema de redención de penas por el trabajo se iniciaba con la solicitud por escrito del preso, teniendo que cumplimentar una instancia que se tramitaba ante el Ministerio de Justicia, Patronato de Nuestra Señora de la Merced (creado al efecto); en dicha solicitud el preso en cuestión tenía que explicar las razones de su deseo por un puesto, cárcel de la que provenía, por qué estaba en ella y años de prisión que le restaban por cumplir. Este es el proceso que siguieron los presos políticos que no fueron seleccionados directamente en las cárceles por las empresas concesionarias. Así lo recordaba uno de ellos, teniente del Ejército de la República, condenado a treinta años de prisión, que inicialmente estuvo en el destacamento que construía la presa de Buitrago para pasar año y medio después a Cuelgamuros:

Yo tuve que hacer una instancia y mandarla al Ministerio de Justicia, al Patronato que había de Redención de Penas, y si era aprobada, me mandaban al destacamento solicitado; si no, no podía salir de la prisión. Aunque quisiera trabajar, si no hacía esa instancia y me la aprobaban, no podía salir. Y luego, claro, dentro de la prisión había que tener una conducta intachable, a la mínima falta, quedaba todo anulado, eso matemático, por mínima que fuera la falta... Tardaron dos meses en aceptarme.[...]
Allí lo que pasaba, a mí como a casi todos, es que trabajando seis u ocho años sabías que tenías la libertad asegurada. Y en cuanto te sacaran de allí no lo podías conseguir. Ahí radicaba todo. Casi todo el Valle se ha hecho con presos políticos, o luego en libertad...

En 1943 el Patronato Central de Redención de Penas por el Trabajo explicaba que las empresas asignaban a cada obrero el mismo salario que a los trabajadores libres dentro de su profesión y especialidad. Las horas extraordinarias también les eran abonadas. Regía para ellos toda la legislación social de los obreros libres. Las empresas se encargaban de la alimentación. A ellas correspondía el gasto íntegro de la alimentación y mensualmente se resarcían del importe del socorro recibiendo de las Prisiones Provinciales lo concerniente al Estado y mediante deducción al liquidar mensualmente con el Patronato, de lo que este tiene asignado a cada obrero para alimentación: 2 pesetas, por el primer concepto, y 0.85 pesetas, por el segundo, la diferencia hasta cubrir el coste real de la manutención, que nunca baja de 4 pesetas por obrero y día, y que también corre a cargo de la empresa. La memoria del mismo Patronato de 1949 explicaba que muchos presos no llegaron a beneficiarse completamente de la redención de penas por el trabajo porque antes de cumplir sus condenas habían sido indultados.
Por otro lado, existen determinadas referencias que hablan de que miles de presos republicanos redimieron parte de la condena que les había sido impuesta en función de la fórmula «1 día de trabajo = 5 días de remisión de pena». Por su parte Alberto Bárcena Pérez, de la Universidad CEU San Pablo, considera que llegaron a ser hasta seis días por jornada de trabajo ya que las horas extras también se contabilizaban a efectos de reducción de condena. Además los presos cobraban el mismo salario que el resto de trabajadores del ramo que se tratase.
En cuanto a las condiciones de trabajo y de vida, el arquitecto Pedro Muguruza estableció que para realizar el trabajo pesado de las obras los trabajadores, tanto obreros libres como obreros presos, debían seguir una dieta de entre 3.000 y 3.500 calorías. El médico de la obra Ángel Lausín, también preso, afirmó que «era muy duro el trabajo allí en invierno. En el verano era mejor». Por su parte uno de los presos políticos afirmó años después que las condiciones de vida y de trabajo en Cuelgamuros eran mejores que las del destacamento de la presa del embalse de Riosequillo en Buitrago del Lozoya en el que también había estado. Este es su testimonio:

En  Buitrago era de miedo, algo parecido a un campo de trabajos forzados. [...] No podíamos movernos del recinto que teníamos marcado con alambrada, no podíamos salir para nada, no siendo más que al trabajo y del trabajo a los barracones. En cambio en Cuelgamuros, una vez acabado el trabajo, se podía andar por todo aquello. Por estar al aire libre, trabajando, no por otra cosa. Además, en Cuelgamuros nos dieron facilidades para llevar a la familia. Claro que el trabajo también era duro, pero teníamos a nuestras familias. Hicimos unas chabolitas... Salíamos a trabajar a las ocho. No había guardia civil de escolta, sino funcionarios de prisiones. Un destacamento de la guardia civil que había andaba rodeando el recinto del valle. Pero en el interior no intervenían para nada.

Sobre los presos un obrero libre relató lo siguiente:

Al principio, los funcionarios de prisiones eran rigurosos con ellos. Allí había un director de prisiones y varios funcionarios... Alguna vez le han dado alguna bofetada a algún preso, eso me consta. Pero luego la gente libre, empezando por los encargados, como nuestro padre, y don Domingo, y el señor Juan, y Becerra, llamaban la atención de los funcionarios de prisiones en el sentido de que no podían extremar el control, que aquello no podía ser un campo de concentración. Algunos funcionarios se encontraron de repente con que los obreros libres les afeaban la conducta de tal manera que se encontraban marginados. [...] Allí se formó en seguida una relación muy estrecha entre los libres y los presos. [...] Yo tengo que decir, no en beneficio del sistema que de alguna manera manejaba aquello, que la condena allí era mucho más suave que en las prisiones... Podían tener allí a sus mujeres; ellas iban y ya se quedaban, aunque fuera antirreglamentario. Al principio, cuando empezaron a subir las mujeres, cuando empezaron a dejarlas que fueran a verlos, entonces era corriente ver a las parejas debajo de cada pino o detrás de cada piedra; llevaban mucho tiempo separados, primero en las cárceles, luego allí. Pero por lo menos allí lo podían hacer, que es lo que yo digo.

En cuanto a los alojamientos, Daniel Sueiro señala «que muchos [presos] duermen conjuntamente en los barracones de piedra que se han construido a toda prisa, donde al menos hay luz eléctrica que, por lo demás, hay que apagar al toque de silencio [en cada barracón había entre cuarenta y cincuenta presos]. Otros han preferido la independencia y la oscuridad de esas míseras chabolas de ramas y piedras que empiezan a proliferar por el monte, no autorizadas pero toleradas. Algunos empiezan a tener la posibilidad de dormir en ellas con sus mujeres, cuando son autorizadas a quedarse aquí una o dos semanas de cuando en cuando, y pasado el tiempo acabarán por tener también a su lado a los hijos pequeños. Cuando el tiempo es bueno, los viejos y fieles, sufridos, heroicos matrimonios republicanos se acuestan entre los olorosos arbustos sobre el duro y acogedor lecho de la tierra. Se sienten vivos, a pesar de todo».
Sobre el número de obreros, tanto libres como presos, que trabajaron en las obras, Daniel Sueiro estimó en 1976 que a lo largo de los veinte años que duró la construcción del Valle habrían pasado por allí unos veinte mil, aunque no aportó ninguna prueba documental —a finales de 1943 había trabajando en el Valle unos seiscientos presos y hacia el final de la obras unos dos mil obreros repartidos en turnos continuos de ocho horas, según Sueiro—. La cifra de veinte mil fue reproducida después por historiadores como Paul Preston o Rafael Torres, pero fue considerada exagerada en 2015 por Alberto Bárcena Pérez tras investigar en los archivos del Patronato de Redención de Penas por el Trabajo. Por su parte el arquitecto Diego Méndez González, director de las obras desde diciembre de 1950 hasta su conclusión, afirmó también que normalmente había unos 2000 obreros a diario. El médico de la obra afirmó que «mil quinientos o dos mil obreros se habrán juntado allí en ocasiones».
Hubo intentos de fuga, pero parece que muy pocos tuvieron éxito. Uno de ellos estuvo protagonizado por «un argentino» de las Brigadas Internacionales que se escapó en un coche con su mujer. Pero el caso más célebre fue el de Nicolás Sánchez-Albornoz que se fugó del Valle en compañía de Manuel Lamana, otro estudiante antifranquista también preso, en 1948, ayudados por dos estudiantes norteamericanas, una de ellas Barbara P. Salomon, también historiadora como Sánchez Albornoz; su peripecia fue contada en la película Los años bárbaros.
Bastantes penados después de cumplir su condena continuaron trabajando en el Valle como obreros libres, muchos de ellos porque no tenían a dónde ir con sus antecedentes de «presos rojos». Así lo recordaba uno de los reclusos:

Cuando me llegó la libertad provisional, como no tenía ni para vestirme, pedí si por favor me podían dejar trabajando allí. Entonces el encargado que tenía me dijo: "¿Cómo que te quedas? Tú te quedas bajo mi responsabilidad" [...] Así que seguí trabajando, pero ya cobraba algo más, teníamos un sueldo de diez pesetas, más un plus según nuestro trabajo... A muchos les pasaba lo que a mí: no tenían dos reales ni a dónde tirar, y se quedaban allí, desatascando a sus familias... [Luego] me pusieron de cartero, en el destacamento de Banús. Digo, no, que yo ahora estoy ganando mis tres durillos diarios. No te preocupes, vete. A condición de que si no da resultado, me quitan ustedes, que yo quiero seguir trabajando, que a otro sitio no puedo ir.

Otro preso político recordaba lo siguiente:

Casi todos los que estábamos allí trabajando, al recibir la libertad, casi todos nos quedábamos allí trabajando. Porque ya era nuestra vida no la podíamos formalizar en ningún sitio. Tenía que salirte un fiador, alguien que se hiciera responsable de usted, y donde viviera el fiador allí tenía que vivir uno. Si no, no se podía salir. De modo que tenía usted que buscar una persona que le conociera y que respondiera por usted, de sus actuaciones, hasta que obtuviese la libertad definitiva. Y el que no tenía eso, no podía salir.

Según el médico de la obra, «alrededor de los años cincuenta ya quitaron los establecimientos penales y solo quedó el personal libre. Y empezaron a llegar presos comunes, pero los presos comunes ya no daban resultado. Se escapaban...».

#### Muertes durante la obra
Ángel Lausín, del cuerpo de Sanidad del Ejército republicano, depurado tras el final de la guerra, fue el médico del Consejo de Obras del Monumento desde 1940, el año que llegó allí por medio del arquitecto Pedro Muguruza. Se encargaba de las primeras curas de los obreros accidentados y preparaba a los heridos graves o a los que tuvieran fracturas para ser trasladados a Madrid en ambulancia o en los mismos coches de las empresas. Según contó a Daniel Sueiro en 1976, «raro era el día en que no había uno de estos accidentes [graves]. Había bastantes, porque claro, se movían piedras muy gordas, se movían vagonetas muy grandes transportando materiales y tierra...; había mil cosas». También le dijo que había habido catorce muertos, «en todo el tiempo de la obra, porque yo he estado allí prácticamente todo el tiempo». Por su parte, el practicante que ayudaba al doctor Lausín, le dijo a Sueiro que había habido dieciocho muertes. Por otro lado, tanto el médico como el practicante recordaban que había habido numerosos casos de amputaciones de brazos y piernas.
Preguntado sobre los casos de silicosis el doctor Lausín le respondió a Sueiro que hubo «bastantes». «Casi todos se han ido muriendo; muy pocos quedarán, si queda alguno. Aquí en Madrid yo he sabido de bastantes, que se han ido muriendo poco a poco. No creo que quede ninguno. Entonces se conocía muy poco la silicosis». Los obreros que trabajaban perforando el túnel eran conscientes del riesgo que corrían. Un preso relató años después lo siguiente: «Cuando me pusieron de ayudante de barrenero y luego de entibador, un amigo me dijo: "Haz el favor de salirte del túnel, que te estás quitando la vida; verás la vejez de esos". Entraban allí porque pagaban una sobrealimentación, y por hacer una peseta, resulta que lo que han perdido ha sido la vida. Los barreneros casi todos caen de silicosis; habrán muerto cantidad de ellos. O quedan inútiles. Así que seguí trabajando fuera...».
El hijo de un preso que se puso a trabajar en el Valle como obrero libre recordó años después las duras condiciones de trabajo de la empresa San Román encargada de la perforación del túnel:

El trabajo aquel lo empezó San Román, y no tenían nada de seguridad en el trabajo, como hay ahora; allí se hacían pegas de barrenos y nada más hacer la pega se entraba a trabajar, sin ventilación para sacar los humos aquellos... La prueba está en que la inmensa mayoría, todos los que han estado de barreneros o ayudantes, que han estado mucho tiempo dentro, pues han muerto todos. El trabajo en San Román ha sido muy duro, muy duro, porque allí se ha hecho todo a base de mano, de arrastrar piedras entre ocho y diez hombres con palancas, venga, duro, hacer el hormigón a mano, en unas batidoras, dale que te pego, pin, pan; ha sido durísimo. Eso lo he vivido yo allí. Cuando se empezó a modernizar la cosa fue cuando llegó Huarte, en el año cincuenta, pero antes el trabajo era como de negros, todo a mano, a espalda; barrenar a mano, a maza...
Se entraba [en el túnel] y todo era un nube, y la única protección que se tenía era una mascarilla de esas de esponja, que se humedece y te la tienes que quitar porque las chinas entran y lo tapan, te la tienes que bajar y trabajar a pulmón libre. Han caído muy de prisa, muy de prisa. Eso es peor que trabajar en una mina... Porque es que la china aquella del granito es criminal, es que son unos cristalitos tan sumamente finos que se llegan a clavar en los pulmones.

Por su parte, Bárcena Pérez afirma que la siniestralidad laboral fue sensiblemente menor a la habitual en la época. En 19 años murieron entre 14 y 18 personas, algunas de ellas en accidente de tráfico o por imprudencias. Durante los ocho primeros años de construcción, cuando el número de presos políticos era mayor, no hubo ninguna baja mortal. Sin embargo, Daniel Sueiro ya constató en 1976, tras hablar con muchas personas que habían trabajado en el Valle, que la mayoría de los accidentes fueron «producidos por desprendimientos de rocas, a consecuencia de los barrenos».

#### Financiación
En 1976 Daniel Sueiro advertía de que la única fuente con que se contaba para conocer el coste total de las obras del Valle de los Caídos eran los papeles del arquitecto Diego Méndez, encargado de las obras desde 1950 hasta su finalización. Según esos papeles la obra habría costado 1.086 millones de pesetas (exactamente 1.086.460.331,89 pesetas). Las partes más costosas habrían sido la cripta (356 millones), la cruz (cerca de 115 millones), la exedra (casi 112 millones) y el monasterio (90 millones).
Según los cálculos del propio Sueiro, en pesetas de 1976 la obra habría costado 5.500 millones. Veintidós años después Paul Preston afirmó, sin aportar ninguna prueba documental, que la obra habría costado 20.000 millones de pesetas, «casi tanto como le había costado El Escorial a Felipe II en una época más próspera».
La idea inicial fue que la obra fuera financiada mediante una «suscripción anual», según establecía el artículo 2.º del Decreto fundacional de 1 de abril de 1940. Sin embargo, al año siguiente el artículo 6.º del Decreto de 31 de julio de 1941 por el que se creaba el Consejo de Obras del Monumento Nacional de los Caídos establecía que además de los «fondos fijados en el Decreto de 1 de abril de 1940» el Consejo dispondrá «de aquellas otras aportaciones que el Gobierno juzgue conveniente destinar a la misma (sic)». Así pues, los fondos no solo provinieron de la «suscripción anual» sino también de la Hacienda Pública. Según informó el Ministerio de Información y Turismo en el momento de la inauguración del Valle mediante la «suscripción anual» se habían recaudado doscientos millones de pesetas, con lo que los 900 millones restantes fueron a cargo del Tesoro Público. Así se reconocía en el dossier del arquitecto Diego Méndez en el que consta que «la parte de los fondos recaudados en la suscripción anual que se destinó a cubrir los gastos del monumento era insuficiente. Solo alcanzó a una cuarta parte de los gastos. El total destinado al monumento procedente de aquella alcanzaba a 235.450.474,05 pesetas, que se acabaron de invertir en el mes de octubre de 1952».
A pesar de que la «suscripción anual» solo había cubierto una cuarta parte de los gastos, en el preámbulo del Decreto-Ley de 23 de agosto de 1957, por el que se establecía la Fundación de la Santa Cruz del Valle de los Caídos, se afirmaba que «a fin de que la erección de tan magno monumento no representara un cargo para la Hacienda Pública, sus obras han sido costeadas con una parte del importe de la suscripción nacional abierta durante la guerra y, por lo tanto, con la aportación voluntaria de todos los españoles que contribuyeron a aquélla» —por otro lado, en el artículo 3.º del decreto se decía que la Fundación se financiaría con los beneficios obtenidos de los sorteos de la Lotería Nacional que tendrían lugar cada 5 de mayo y con «las aportaciones o donativos que puedan recibir de corporaciones o particulares»—. La misma idea la sostuvo por esas mismas fechas el arquitecto del Valle Diego Méndez. Tras afirmar que el Valle de los Caídos «no le ha costado nada al contribuyente español», Méndez dijo que el dinero provenía de unos fondos que Franco había acumulado durante la guerra provenientes de «donativos múltiples, y a veces muy crecidos, de personas adictas. Lo que no hubo que emplear en cañones lo guardó celosamente, destinándolo in mente a la futura realización de ese "algo" digno de los caídos». Los folletos explicativos del Valle destinados a las personas que lo visitaban insistían en lo dicho por Méndez: «En contra de lo que pudiera pensarse, no le costó un céntimo al contribuyente español. Tampoco, naturalmente, al Estado. El costo de la gigantesca empresa fue sufragado por el Generalísimo Franco mediante numerosos donativos que recibió durante la guerra y que él cuidadosamente reservó para ello».
Durante la construcción del Valle y cuando se finalizó hubo acusaciones, más o menos veladas, de «derroche» o de «despilfarro» porque el dinero que había costado se podría haber dedicado a otros fines. Esto es lo que manifestaron un grupo de militares estadounidenses de alta graduación cuando visitaron las obras en 1954. «Dijeron que era un obra demasiado suntuosa para un país pobre, que necesita gastarse el dinero en cosas más necesarias, como la preparación para la guerra, construcción de viviendas, obras de riego, un sinfín de cosas necesarias», anotó en su diario Francisco Franco Salgado-Araújo, primo y secretario del Caudillo. Fue el propio Franco quien respondió a estas acusaciones en una entrevista para el diario Pueblo celebrada solo un mes después de la inauguración del «nuevo y grandioso monumento»: «Cuando se levantaba El Escorial murmuraban muchos españoles, según recoge la Historia, de los dispendios que, en lucha con la naturaleza, llevaba a cabo Felipe II para levantar su gran fábrica. En los tiempos actuales, sin duda también alguien murmuró contra lo que haya costado este nuevo y grandioso monumento. Sin embargo, si pensasen solamente que está destinado a dar honra, preces y sepultura a nuestros caídos por Dios y por España, el monumento ha costado menos de lo que hubiera representado el dedicar mil pesetas por caído para una modesta sepultura». Una nota informativa del recién creado Ministerio de Información y Turismo de 1959 recurría a un argumento similar: «el total de monumentos al Soldado Desconocido en algunos países, colocado en un solo emplazamiento, probablemente superaría al total de material y trabajo que se ha reunido en el monumento único de Cuelgamuros». Por su parte el escritor José María Pemán, incidía de nuevo en la comparación con Felipe II: «Se hablará de despilfarro y se acudirá a las fáciles metáforas de las pirámides y de los faraones. Pero si Felipe II no tuvo ojos para la geopolítica, tampoco Cuelgamuros iba a tenerlo para los presupuestos».
En la actualidad las entradas proporcionan al Estado un promedio de dos millones de euros anuales, pero es deficitario. En 2017 se conoció que el monumento supuso un déficit de 2,5 millones de euros al Patrimonio Nacional en los tres años anteriores.

### Inauguración

#### La decisión de enterrar también en el Valle a muertos del bando republicano
Cuando estaba cercana la inauguración, el general Franco promulgó el Decreto-Ley de 23 de agosto de 1957 por el que se creaba la Fundación de la Santa Cruz del Valle de los Caídos, que se haría cargo del monumento bajo la presidencia del propio Franco. En el preámbulo se recordaba que el «Monumento Nacional a los Caídos» había sido creado para «perpetuar la memoria de los Caídos en la Cruzada de Liberación, para honra de quienes dieron sus vidas por Dios y por la Patria» y como «lugar de oración» «por las almas de los que dieron su vida por su Fe y por su Patria» pero a continuación se decía que «el sagrado deber de honrar a nuestros héroes y nuestros mártires ha de ir siempre acompañado del sentimiento de perdón que impone el mensaje evangélico» y que «además, los lustros de paz que han seguido a la Victoria han visto el desarrollo de una política guiada por el más elevado sentido de unidad y hermandad entre los españoles» por lo que «este ha de ser, en consecuencia, el Monumento a todos los Caídos, sobre cuyo sacrificio triunfen los brazos pacificadores de la Cruz».
Meses después, el primo de Franco y secretario Francisco Franco Salgado-Araújo le comentó al Caudillo que «en algunos sectores había sentado mal que se pudieran enterrar en la cripta lo mismo los que cayeron defendiendo la Cruzada que los rojos; que para eso, aquellos están bien donde están». Franco le responde: «En efecto, es verdad que ha habido alguna insinuación muy correcta sobre el olvido de la procedencia de bandos en los muertos católicos. Me parece bien, pues hubo muchos en el bando rojo que lucharon porque creían cumplir con la República, y otros, por haber sido movilizados forzosamente. El monumento no se hizo para seguir dividiendo a los españoles en dos bandos irreconciliables. Se hizo, y esa fue siempre mi intención, como recuerdo de una victoria sobre el comunismo, que trataba de dominar España...». Sin embargo, lo dicho por Franco a su primo se contradice con la carta que envió poco después, el 7 de marzo de 1959, a los hermanos de José Antonio Primo de Rivera, Miguel y Pilar, para que dieran permiso para enterrarlo en el valle. En la carta Franco afirma que «la grandiosa basílica del Valle de los Caídos» fue «levantada para acoger a los héroes y mártires de nuestra Cruzada» y habla del «lugar preferente» que le corresponde a José Antonio «entre nuestros gloriosos caídos». Solo un mes después de inaugurado el Valle, en una entrevista concedida al diario Pueblo Franco volvió a decir que el monumento estaba destinado a «dar honra, preces y sepultura a nuestros caídos por Dios y por España». Otra prueba que contradice lo afirmado por Franco, según Daniel Sueiro, es que «sobre las puertas que en la cripta dan acceso a esos sepulcros subterráneos, abiertas en las dos capillas laterales del crucero, la capilla del sepulcro y la capilla del Santísimo, campean en letras metálicas estos inequívocos letreros: CAÍDOS por Dios y por España. 1936-1939. R.I.P. [en negrita en el original]».
En aplicación del Decreto del 23 de agosto de 1957, el Ministerio de la Gobernación envió una circular en mayo del año siguiente a los gobernadores civiles para que empezaran a organizar los traslados de los cuerpos al monumento. En ella se decía que había que dar cumplimiento a una de sus finalidades: «la de dar sepultura a quienes fueron sacrificados por Dios y por España y a cuantos cayeron en nuestra Cruzada, sin distinción del campo en que combatieran, según impone el espíritu cristiano de perdón que inspiró su creación, siempre que unos y otros fueran de nacionalidad española y religión católica». Como destacó en 1976 Daniel Sueiro, al exigirse el requisito de que fueran católicos se dejaba fuera a muchos de los combatientes republicanos, «que si bien murieron por España, también ellos, no obstante, no murieron evidentemente por Dios, al menos no de un modo muy especial».
Según Daniel Sueiro, que el Valle de los Caídos estaba destinado a dar sepultura solo a los muertos del bando nacional lo demostraría, además del propio Decreto de creación del monumento de 1940, un decreto promulgado en 1946 para prorrogar indefinidamente el plazo máximo de diez años que la ley establecía para que los cadáveres de ciudadanos españoles pudieran permanecer enterrados en sus sepulturas iniciales o temporales —pasado ese plazo debían ser llevados a la fosa común o trasladados a nichos costeados por sus familiares—. Sin esa prórroga no habría podido llevarse ningún cadáver al Valle y de ahí la necesidad del decreto. Pues bien, en el decreto se decía que la prórroga solo afectaría a «restos de caídos en nuestra Guerra de Liberación, tanto si perecieron en las filas del Ejército Nacional como si sucumbieron asesinados o ejecutados por las hordas marxistas en el período comprendido entre el 18 de julio de 1936 y el 1 de abril de 1939, o aun en fecha posterior, en el caso de que la defunción fuese consecuencia directa de heridas de guerra o sufrimientos de prisión». «Ni una sola mención, como se ve —como tampoco la había en el decreto de creación del monumento—, a los españoles fallecidos en opuestas trincheras», concluye Daniel Sueiro.
A comienzos de 1959 ya habían sido enterrados unos veinte mil cadáveres en las galerías subterráneas abiertas bajo las capillas laterales del crucero de la basílica. Joan Pinyol consiguió documentar al menos 500 casos de cadáveres que, como el de su abuelo, fueron llevados al Valle sin el consentimiento de sus familiares. Según Susana Sueiro Seoane, «el Régimen necesitaba muchos muertos para llenar aquel enorme mausoleo, pero el llamamiento de las autoridades para que los muertos de la guerra se enterrasen allí no tuvo demasiado éxito así que, al final, el traslado de restos se realizó de forma masiva y con gran descuido, sin identificación ni autorización, y en muchas ocasiones con nocturnidad, en concreto por lo que respecta a los muertos republicanos, que habían sido asesinados por los nacionales y enterrados en fosas comunes clandestinas. La mayoría de los que constan como desconocidos en los libros de registro del "Valle" fueron llevados allí sin conocimiento de sus familiares. No está claro hoy en día [2019] el número de los que fueron enterrados en los osarios de la basílica, ni la identidad precisa de todos ellos. Puede que alberguen los restos mortales de unos 40.000 combatientes de ambos bandos». «Lo cierto es que los nichos o columbarios están ocultos, fuera del alcance de los visitantes, sellados con chapas de mármol. El lugar donde están enterradas las víctimas de la guerra es totalmente inaccesible. Los familiares que han pasado de no saber dónde estaban sus padres o hermanos a enterarse de que están enterrados junto a Franco, no pueden ir a depositar a sus restos un ramo de flores».
Según Susana Sueiro Seoane, la razón por la que se decidió en el último momento enterrar también en el Valle a muertos del bando republicano se debió a la necesidad del régimen franquista de conseguir «reconocimiento internacional» dando «una imagen más aceptable de cara a las democracias occidentales». Por otro lado, esta historiadora ha señalado que los "historiadores revisionistas" han utilizado el hecho de que también fueran enterrados muertos del bando republicano como una «prueba» de que Franco lo concibió como un «monumento de reconciliación», olvidando que «el decreto de creación del monumento, de 1.º de abril de 1940, no deja lugar a dudas de que pretendía homenajear y recordar a "los caídos por Dios y por la Patria", a los héroes y mártires de la gloriosa Cruzada, o sea, a los vencedores... Pero incluso en el discurso de inauguración del monumento en 1959, se siguió insistiendo en la idea de "nuestros mártires". De hecho, sobre las puertas de acceso a los sepulcros subterráneos donde están enterrados los muertos de la guerra, aún puede leerse la inscripción "Caídos por Dios y por España, 1936-1939"».

#### La ceremonia de inauguración del Valle (1 de abril de 1959)
El Valle de los Caídos se inauguró oficialmente el 1 de abril de 1959, exactamente veinte años después del final de la guerra civil. A la solemne ceremonia, que rivalizó con la celebración de la Victoria en 1939, asistieron los ministros del gobierno, los procuradores de las Cortes franquistas y los miembros del Consejo Nacional del Movimiento, representantes de todas las instituciones del régimen y del partido único FET y de las JONS, las autoridades civiles y militares de todas las provincias, los altos mandos de los Ejércitos, dos cardenales y un gran número de obispos y arzobispos, y los miembros del cuerpo diplomático. El Generalísimo Franco, vestido de capitán general entró bajo palio en la basílica junto a su esposa vestida de negro con mantilla y peineta. En el discurso que pronunció el Generalísimo ante miles de excombatientes, de alféreces provisionales, y de familiares de Caídos (del bando franquista) elogió el heroísmo de «nuestros Caídos» en defensa de «nuestras líneas» y cuando se refirió al enemigo dijo que se había visto obligado a «morder el polvo de la derrota».
Así pues, Franco no solo no mostró el más mínimo deseo de reconciliación, sino que su discurso fue «triunfal y vengativo», según Paul Preston. Precisamente la prensa al día siguiente lo que destacó fue que la inauguración del Valle de los Caídos había sido la culminación de la Victoria de Franco en 1939. El diario La Vanguardia Española, por ejemplo, titulaba En el XX Aniversario de la Victoria. Jornada emotiva en el Valle de los Caídos. Y del discurso del Caudillo destacaba en portada las frases siguientes: «En todo el desarrollo de nuestra Cruzada hay mucho de providencial y de milagroso. ¿De qué otra forma podríamos calificar la ayuda decisiva que en tantas vicisitudes recibimos de la protección divina?»; «Mucho fue lo que a España costó aquella gloriosa epopeya de nuestra liberación para que pueda ser olvidado»; «Nuestra victoria no fue una victoria parcial, sino una victoria total y para todos. No se administró en favor de un grupo ni de una clase, sino en el de toda la nación». Y como entradilla a la reproducción íntegra del discurso de Franco la frase suya siguiente: «La anti-España fue vencida y derrotada, pero no está muerta».
Paul Preston ha destacado que la inauguración del Valle de los Caídos fue «la apoteosis de la carrera de Franco a nivel nacional» ―la culminación de su carrera internacional se produciría seis meses después, con la visita del presidente estadounidense Dwight D. Eisenhower a España―. En los años siguientes Franco acudió al Valle de los Caídos cada 20 de noviembre, aniversario de la muerte de José Antonio Primo de Rivera, para asistir a la ceremonia que anualmente se celebraba en su memoria. Siempre entraba en la basílica bajo palio.
El 13 de octubre de 1961 se celebró en el Valle de los Caídos una gran concentración de la extrema derecha europea convocada por la autodenominada Asamblea Europea de Excombatientes y organizada por el ministro falangista José Solís Ruiz. Allí acudieron grupos nazis alemanes, fascistas italianos y otros perdedores de la Segunda Guerra Mundial. Todos ellos desfilaron junto a excombatientes franquistas para homenajear al único correligionario que había salido victorioso de aquella contienda. Franco no consideró conveniente acudir pero envió un mensaje de bienvenida y felicitación a través del general Pablo Martín Alonso.
Hasta la entrada en vigor de la Ley de Memoria Histórica en 2007, cada 20 de noviembre (20N, aniversario de la muerte de José Antonio Primo de Rivera y de Francisco Franco), el Valle de los Caídos se convertía en punto de reunión de ultraderechistas seguidores del franquismo y de José Antonio Primo de Rivera, fundador de Falange Española.

### La tumba de Franco

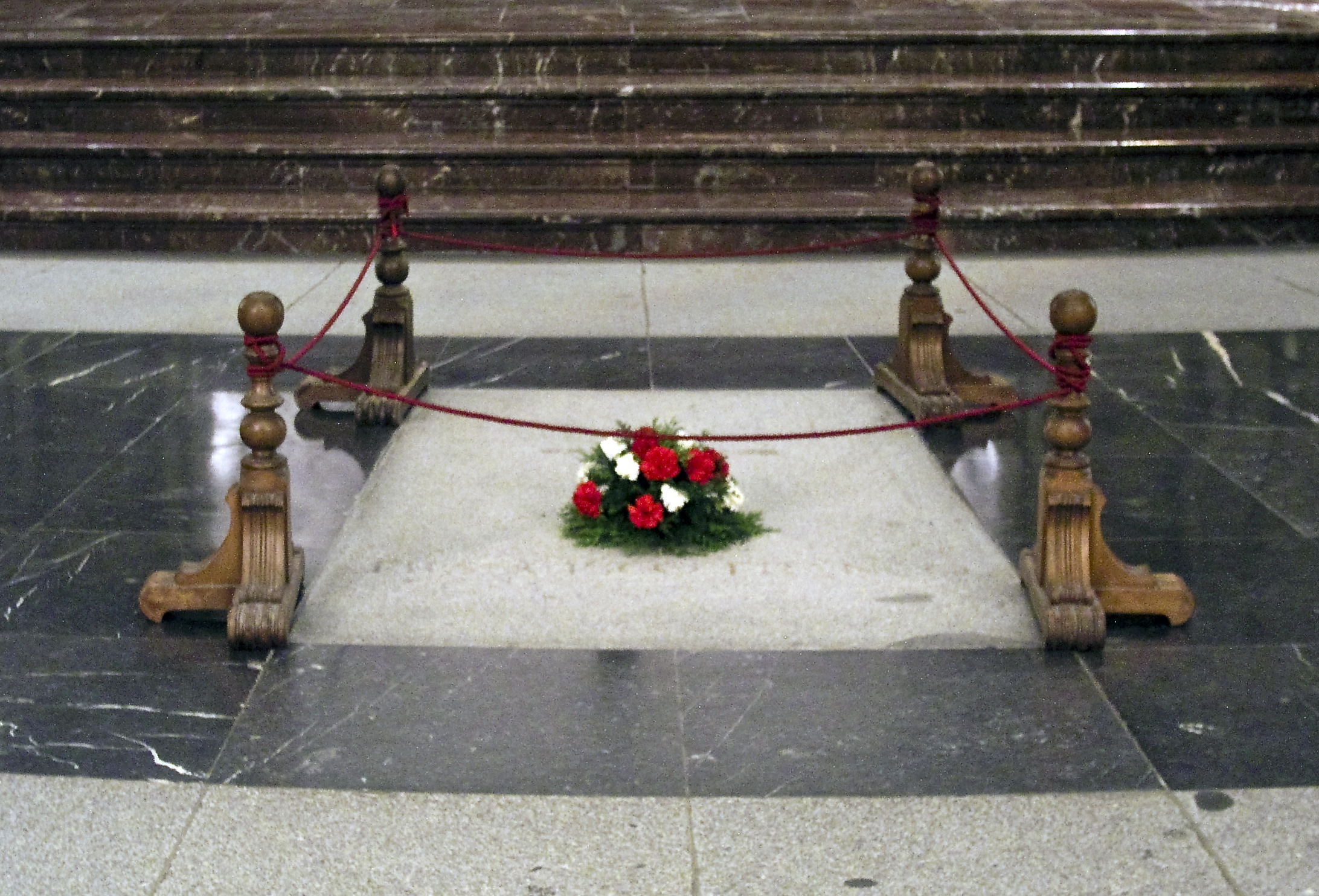
Sepultura de Francisco Franco en el interior de la basílica.

Según contó Diego Méndez, el arquitecto que sustituyó en 1950 a Pedro Muguruza cuando este cayó gravemente enfermo, el general Franco, aunque nunca lo dijo públicamente, quería ser enterrado en el Valle de los Caídos. Por eso Méndez hizo los planos de una tumba emplazada en el otro lado del altar mayor donde estaba enterrado José Antonio Primo de Rivera, líder de Falange Española. La idea la consultó previamente con Luis Carrero Blanco, subsecretario de la Presidencia: «Oye, Luis, tenemos que preguntarle un día al Generalísimo a ver qué idea tiene él, a ver si quiere que le preparemos algo en el Valle». «Pues habla tú con él, háblale tú; un día que vaya por allí, por las obras se lo preguntas». «¿Pero cómo voy a preguntarle yo...? Es muy difícil, para mí es muy violento». «Claro, tienes razón, pero para mí también, no creas...» En fin, así quedó la cosa. Pero yo le dije a Carrero: «Mira, yo de todas formas voy a prepararle allí la sepultura igual que hemos hecho la de José Antonio, en la parte de atrás, allí voy a prepararle la sepultura para él. ¿Qué te parece?». «A mí me parece muy bien. Sí, prepárasela, porque yo tengo la seguridad de que él querrá ir al monumento. Házsela, y ya tendremos ocasión de preguntárselo». Cuenta Méndez que el día de la inauguración del Valle (el 1 de abril de 1959) cuando estaba recorriendo la basílica con Franco este le dijo señalando el lugar que había escogido para su tumba: «Bueno, Méndez, y en su día, yo aquí, ¿eh?». «Ya está hecho, mi general», le respondió Méndez. «"Ah, bueno, bueno", y no se volvió a hablar nunca más del asunto... Y cuando murió y demás, ya estaba todo preparado», recordó Méndez.
Según Daniel Sueiro, «otras personas, las de su intimidad, y algunas de sus proximidades, también conocían de antiguo la decisión de Franco de ser enterrado, cuando le llegara la hora, en el Valle de los Caídos». El abad del monasterio Fray Justo Pérez de Urbel recordaba lo siguiente: «Un día que estábamos allí, de un lado a otro, paseando juntos, y él me hablaba de los que podrían ser enterrados allí. "Claro, no les vamos a obligar, pero yo creo que es un honor. Y a mí, si me lo dicen, para mí sería un honor dormir el último sueño aquí, entre el altar y el coro"». Por su parte Ramón Andrada Pfeiffer, arquitecto conservador del Valle, afirmó: «Esa era una cosa que nosotros sabíamos de siempre. Él quería enterrarse allí. Yo personalmente nunca se lo oí decir, porque no me ocupaba de ello, en las entrevistas que mantenía con el Caudillo, pero las personas que acudían al Pardo o estaban muy en contacto sabían de siempre que el Caudillo quería enterrarse allí».
Sin embargo, según su única hija Carmen, Franco nunca manifestó dónde quería ser inhumado. Rufo Gamazo Rico, asesor y amigo personal del presidente del gobierno Carlos Arias Navarro, afirmó lo siguiente: «Semanas antes de la muerte de Franco, el presidente Carlos Arias preguntó a la hija del jefe del Estado, Carmen Franco Polo, si la familia tenía alguna previsión sobre el lugar de enterramiento de su padre: "Ninguna", respondió Carmen Franco Polo».
La decisión de enterrarlo en el Valle la tomó el gobierno de entonces, decisión ratificada por el rey Juan Carlos I quien pidió permiso por escrito al padre abad para que lo consintiera:

Excmo. y Rvdmo. Padre Abad de la Basílica de la Santa Cruz del Valle de los Caídos y Reverenda Comunidad de Monjes: Habiéndose Dios servido llevarse para Sí, a Su Excelencia el Jefe Del Estado y Generalísimo de los Ejércitos de España, Don Francisco Franco Bahamonde (q.e.G.e.) el pasado jueves día 20 del corriente, he decidido que los Excmos. Señores Don Ernesto Sánchez-Galiano Fernández, y Don José Ramón Gavilán y Ponce de León, Primer y Segundo Jefes de la Casa Militar y Don Fernando Fuertes de Villavicencio, Jefe de la Casa Civil de S. E. e Intendente General, que acompañan a los Restos Mortales de Su Excelencia, os los entreguen. Y así os encarezco los recibáis y los coloquéis en el Sepulcro destinado al efecto, sito en el Presbiterio entre el Altar Mayor y el Coro de la Basílica, encomendando al Excmo. Señor Ministro de Justicia, Notario Mayor del Reino, Don José María Sánchez-Ventura y Pascual, que levante el Acta correspondiente a tan Solemne Ceremonia.
Palacio de la Zarzuela, a las dieciséis horas del día 22 de noviembre de mil novecientos setenta y cinco.
Yo el Rey.
Al Excmo. y Rvdmo. Padre Abad Mitrado de la Basílica de la Santa Cruz del Valle de los Caídos, Don Luis María de Lojendio e Irure.

A principios de noviembre de 1975, cuando parecía inminente la muerte de Franco, el arquitecto conservador Ramón Andrada Pfeiffer recibió instrucciones para que comprobara que la tumba de Franco estaba preparada para recibir sus restos. Según contó Andrada, hubo que romper la losa de hormigón que cubría la tumba, desviar las conducciones que la atravesaban y revestir sus paredes con muros de hormigón para aislar la fosa y después forrarlas de plomo. A continuación fueron a buscar la losa de granito de 1500 kilos que había dejado preparada el arquitecto Diego Méndez en 1959, exactamente igual a la utilizada para cubrir la tumba de José Antonio Primo de Rivera, y que se encontraba en el taller del cantero de Alpedrete que las había labrado. Un especialista grabó el nombre de «Francisco Franco» en la parte superior. La llevaron al Valle e hicieron varios ensayos hasta lograr colocar la losa sobre la tumba en pocos segundos, tal como se requeriría cuando se llevara a cabo el sepelio. El escultor Juan de Ávalos comentó en un programa de Televisión Española, Tal Cual, emitido en 1993, que Ramón Andrada Pfeiffer le había dicho lo siguiente: «Juan tengo un disgusto tremendo porque en quince días tenemos que preparar la tumba para Franco».[cita requerida]
Tras la promulgación de la Ley de Memoria Histórica en 2007, durante la legislatura de José Luis Rodríguez Zapatero, y años más tarde, en septiembre de 2018 siendo Presidente del Gobierno Pedro Sánchez, se aprobó mediante decreto ley con mayoría absoluta en el Congreso de los Diputados la exhumación de Francisco Franco del Valle de los Caídos. Sin embargo, tras varias sentencias y recursos por parte de la familia Franco para intentar evitar la exhumación de su abuelo, no fue hasta el 24 de octubre de 2019, cuando el dictador Francisco Franco fue exhumado del Valle de los Caídos para ser inhumado junto a su esposa, Carmen Polo, en el cementerio de Mingorrubio, hecho realizado tras el visto bueno del Tribunal Supremo. El presidente del Gobierno Pedro Sánchez declaró que la exhumación de Francisco Franco del Valle de los Caídos «pone fin a una afrenta moral» que España arrastraba desde 1975, «el enaltecimiento de la figura de un dictador en un espacio público».

### Sobre su destino tras la muerte de Franco

Escudo de la Abadía del Valle de los Caídos. Se compone de las armas de Franco como jefe del Estado (1940-1975), coronadas y con la Laureada; las de España usadas entre 1939 y 1981, muy semejantes a las de los Reyes Católicos y también coronadas, y las de la Orden de San Benito. Los tres escudos los sostiene un águila bicéfala dorada y situada bajo la cruz exterior de la basílica. En la base de la cruz, sin las estatuas de los Evangelistas ni las de las alegorías de las virtudes cardinales, aparecen representados el yugo y las flechas.

Según Zira Box, «ciertamente, el Valle de los Caídos constituye uno de los símbolos más representativos y polémicos de lo que fue el franquismo. El empleo para su construcción de mano de obra reclusa, el mensaje excluyente que contienen sus piedras, y la imposibilidad de que se convirtiera en símbolo activo de la reconciliación de los españoles han hecho del Valle un tema de debate continuo».
Durante la primera legislatura presidida por José Luis Rodríguez Zapatero, y dentro de las acciones relacionadas con la aprobación de la Ley de la Memoria Histórica, se planteó el destino futuro del Valle de los Caídos. Diversos partidos políticos de izquierdas plantearon usar dicho monumento como recuerdo de la actuación del bando franquista durante la Guerra Civil y de la dictadura de España, y en el que se recuerde que fue construida por prisioneros políticos.
En 2006 el informe elaborado por el laborista maltés Leo Brincat (al que algunos medios han citado como Informe Brincat), y aprobado por la Asamblea Parlamentaria del Consejo de Europa, condenaba lo sucedido en materia de derechos humanos en España durante la dictadura franquista. En este informe, se recogía, entre otras propuestas recomendadas, una exposición educativa permanente en la basílica subterránea del Valle de los Caídos donde se explique que fue construida por prisioneros.[cita requerida] Esa propuesta fue rechazada por algunos partidos políticos de la derecha española, así como por grupos de presión como la Iglesia católica, quienes afirman que el monumento es ante todo un templo, no un museo, que acoge los restos de muertos de ambos bandos de la guerra, argumentando que esta propuesta solo tiene fines políticos.[cita requerida]
El 16 de octubre del 2007, la Comisión Constitucional del Congreso aprobó el proyecto de Ley de Memoria Histórica, en la que consta un artículo referente al Valle de los Caídos. Este artículo, aprobado con el apoyo de todos los partidos políticos, es una nueva regulación para despolitizar el Valle, convirtiéndolo exclusivamente en lugar de culto religioso. Así, la fundación gestora del Valle de los Caídos tendrá entre sus objetivos la honra de la memoria de todos los caídos en la Guerra Civil y en los posteriores casi 40 años de represión política. Además, en ningún lugar del recinto podrán llevarse a cabo actos de naturaleza política ni exaltadores de la Guerra Civil, de sus protagonistas ni del franquismo.
El 29 de noviembre de 2011 la comisión nombrada al efecto entregó al Gobierno de José Luis Rodríguez Zapatero su informe sobre el futuro del Valle de los Caídos. En él la comisión se mostraba partidaria de mantener el nombre de Valle de los Caídos pero dándole un nuevo significado al monumento para que conmemorara también a los muertos del bando republicano.
En lo que respecta a los allí enterrados, se ha confirmado que difícilmente se podrían identificar los restos, pues provienen de diversos orígenes de ambos frentes. El prior benedictino se negó inicialmente a cumplir una sentencia firme para permitir analizar los restos, debido a que su cargo no depende directamente del Estado ni de la Iglesia española.
En 2013 fue necesario encarar un profundo proceso de reparación parcial de algunas esculturas, debido a defectos en los materiales que usó su autor al realizarlas. En 2016 los trabajos de restauración han concluido, pese a que se sospecha que los problemas por la incompatibilidad de materiales pueden afectar también a otras esculturas y la impermeabilización interior de la Basílica es deficiente, ocasionando filtraciones y goteras.
En 2017 el relator especial para la promoción de la verdad, la justicia, la reparación y las garantías de no repetición de la ONU recordó al Gobierno Español «de forma urgente» las demandas de las víctimas del franquismo, apelando a los derechos humanos y dejando de lado posturas de partidos políticos.
El 13 de septiembre de 2018 el Congreso de los Diputados convalidó un decreto ley, redactado por el Consejo de Ministros del Gobierno socialista presidido por Pedro Sánchez, que aprobaba la exhumación de los restos del dictador Francisco Franco y su traslado fuera de la basílica. El decreto salió adelante con mayoría absoluta (votos a favor del PSOE, Unidas Podemos, PNV, ERC, PDeCAT, Compromís, EH Bildu, Coalición Canaria y Nueva Canarias (172 síes); abstención del PP, Ciudadanos, Unión del Pueblo Navarro y Foro Asturias (164 votos); y los votos contrarios «por error» de los diputados populares Jesús Posada y José Ignacio Llorens). La exhumación de Francisco Franco se llevó a cabo finalmente el 24 de octubre de 2019. El presidente del Gobierno Pedro Sánchez declaró que la exhumación de Francisco Franco del Valle de los Caídos «pone fin a una afrenta moral» que España arrastraba desde 1975, «el enaltecimiento de la figura de un dictador en un espacio público».
El historiador Paul Preston declaró «El Valle de los Caídos no debe desaparecer (...) En España hay gente que confunde olvido con reconciliación y memoria con venganza». El nombre oficial del complejo pasó a ser Valle de Cuelgamuros por la Ley 20/2022, de 19 de octubre, de Memoria Democrática.

### La Ley de Memoria Democrática: cambio de nombre y proyecto de resignificación
El artículo 54 de la Ley de Memoria Democrática de octubre de 2022 está dedicado específicamente al Valle de los Caídos. En él se establece lo siguiente:

Artículo 54. Valle de los Caídos.
1. Se modifica la denominación del «Valle de los Caídos», para ser denominado Valle de Cuelgamuros, como un lugar de memoria democrática cuya resignificación irá destinada a dar a conocer, a través de planes y mecanismos de investigación y difusión, las circunstancias de su construcción, el periodo histórico en el que se inserta y su significado, con el fin de fortalecer los valores constitucionales y democráticos.
2. En ningún lugar del recinto podrán llevarse a cabo actos de naturaleza política ni de exaltación de la Guerra, de sus protagonistas o de la Dictadura.
3. Las criptas adyacentes a la Basílica y los enterramientos existentes en la misma tienen el carácter de cementerio civil.
4. En el Valle de Cuelgamuros solo podrán yacer los restos mortales de personas fallecidas a consecuencia de la Guerra, como lugar de reconocimiento, conmemoración, recuerdo y homenaje a las víctimas allí inhumadas.
Asimismo, se procederá a la reubicación de cualquier resto mortal que ocupe un lugar preeminente en el recinto.
5. Se declara extinguida la Fundación de la Santa Cruz del Valle de los Caídos, por resultar incompatibles sus fines con los principios y valores constitucionales. La extinción producirá efectos en la fecha de entrada en vigor del real decreto al que se refiere el apartado siguiente.
6. Mediante real decreto se establecerá el nuevo marco jurídico aplicable al Valle de Cuelgamuros que determine la organización, funcionamiento y régimen patrimonial.
Se atenderán las reclamaciones y peticiones de los familiares que tengan por objeto instar la exhumación y entrega de los restos de las víctimas inhumadas en el Valle de Cuelgamuros. Para el caso de imposibilidad técnica de exhumación, se acordarán medidas de reparación de carácter simbólico y moral.

En aplicación del artículo 54.1 de la Ley de Memoria Democrática, el Consejo de Ministros acordó el 11 de junio de 2024 la creación de la Comisión Interministerial de resignificación del Valle de Cuelgamuros. El 28 de enero de 2025 la Comisión acordó que fuera el Ministerio de la Vivienda y Agenda Urbana el que se encargara «de la convocatoria de un concurso internacional de ideas y posterior adjudicación de la redacción del proyecto así como de la dirección facultativa de obra». El 10 de mayo el BOE publicaba el «Convenio entre el Ministerio de Vivienda y Agenda Urbana, el Ministerio de Política Territorial y Memoria Democrática y la Fundación de la Santa Cruz del Valle de los Caídos para el impulso del concurso de arquitectura del Memorial de Cuelgamuros» suscrito el 28 de marzo. En el Convenio se decía que «el concurso persigue la transformación del conjunto en un lugar de memoria, reconocimiento, conmemoración y homenaje a todas las víctimas de la Guerra Civil española, en consonancia con los principios de Memoria Democrática y mediante un enfoque inclusivo y homologado con los modelos internacionales más avanzados que se han venido desarrollando en los últimos años, de la mano de la defensa de los Derechos Humanos y de la Justicia universal». En él también se decía que «el concurso respetará los términos establecidos en el Acuerdo suscrito el pasado 4 de marzo de 2025 entre los representantes de la Iglesia Católica y el Gobierno de España representado por el Ministro de la Presidencia, Justicia y Relaciones con las Cortes, al haber trasladado los extremos acordados a los pliegos que rigen la licitación».
El acuerdo alcanzado el 4 de marzo de 2025 entre el gobierno de España, representado por el ministro de la Presidencia Félix Bolaños, y el Vaticano al que hacía referencia el Convenio incluía el mantenimiento de la comunidad benedictina, lo que contradecía lo sostenido por el gobierno durante los cinco años anteriores durante los cuales había defendido que la salida de los monjes era una condición imprescindible para conseguir la «resignificación». Fuentes del ministerio de la Presidencia aseguraron a El País que «no había alternativa» y señalaron como «contrapartidas» la aceptación por parte de la Iglesia católica de la «resignificación» del complejo (lo que implica que consiente la introducción modificaciones en la basílica, pero «respetando los criterios litúrgicos y el fin para la que ha sido erigida») y el relevo del prior, Santiago Cantera, junto con la salida de otros dos monjes profranquistas. El acuerdo también incluye que un miembro de la Iglesia participe en el «jurado independiente» de nueve miembros que elija el mejor proyecto en un concurso internacional de ideas. Según declararon fuentes del Ministerio de Administración Territorial y Memoria Democrática a El País se han tomado como modelos para la «resignificación» el Monumento del Holocausto en Berlín; el Monumento por la Paz y la Justicia en Montgomery, Alabama; el Centro de Memoria, Paz y Reconciliación, en Bogotá; el Memorial a las víctimas de violencia en México en Chapultepec, Ciudad de México; y el Museo de la Memoria y los Derechos Humanos en Santiago de Chile.

## Descripción
En el complejo se hallan una abadía benedictina, la Abadía de la Santa Cruz del Valle de los Caídos, una hospedería y una basílica, todo ello dominado por una gran cruz.
En la decoración de la basílica tomaron parte, en estrecha colaboración con su arquitecto, algunos de los artistas españoles más importantes del momento, de diversa ideología política. Su revestimiento interno es austero: el pavimento, de mármol y granito pulidos, refleja la iluminación; los muros están forrados de cantería de granito; la bóveda de la nave lleva los tres grandes arcos fajones forrados de sillería que dejan, entre uno y otro, tramos, a su vez divididos por otros arcos, formando casetones con su interior de piedra irregular, simulando la propia del risco.

### Entrada al Valle
La sobria puerta de entrada consta de tres cuerpos. El central está compuesto por dos pilares que enmarcan una verja en cuya crestería luce, sobre un águila bicéfala, la Cruz del Valle y, debajo de ella, el escudo de España, a la izquierda el escudo de armas de Franco (fundador del monumento) y a la derecha el escudo de la Orden de San Benito. Adosadas a ambos lados de esta portada hay otras dos puertas de menor tamaño por donde pasan los vehículos de turismo.
Una carretera va ascendiendo paulatinamente por zonas que se repoblaron en su día principalmente con pinos, así como con cipreses, abetos, piceas, enebros, olmos, chopos, castaños, etc.

### Los "Juanelos"
En el recorrido el visitante se encuentra con cuatro grandes monolitos cilíndricos (dos a cada lado de la calzada sobre pedestal escalonado) a modo de pórtico: se trata de los llamados «Juanelos», tallados en granito y de 11.50 metros de altura y 1.50 metros de diámetro cada uno. Proceden de las canteras de Sonseca y Nambroca en la provincia de Toledo, y fueron labrados en el siglo XVI, durante el reinado de Felipe II, para ser utilizados por el ingeniero italiano afincado en Toledo, Juanelo Turriano, en el ingenio conocido como Artificio de Juanelo, para elevar agua del río Tajo a la ciudad de Toledo, y que nunca se llevaron a su destino. Sobre ellos había una canción popular que decía (Los cantos de Juanelo ya van andando, llegarán a Toledo, sabe Dios cuando).

### Cruz monumental

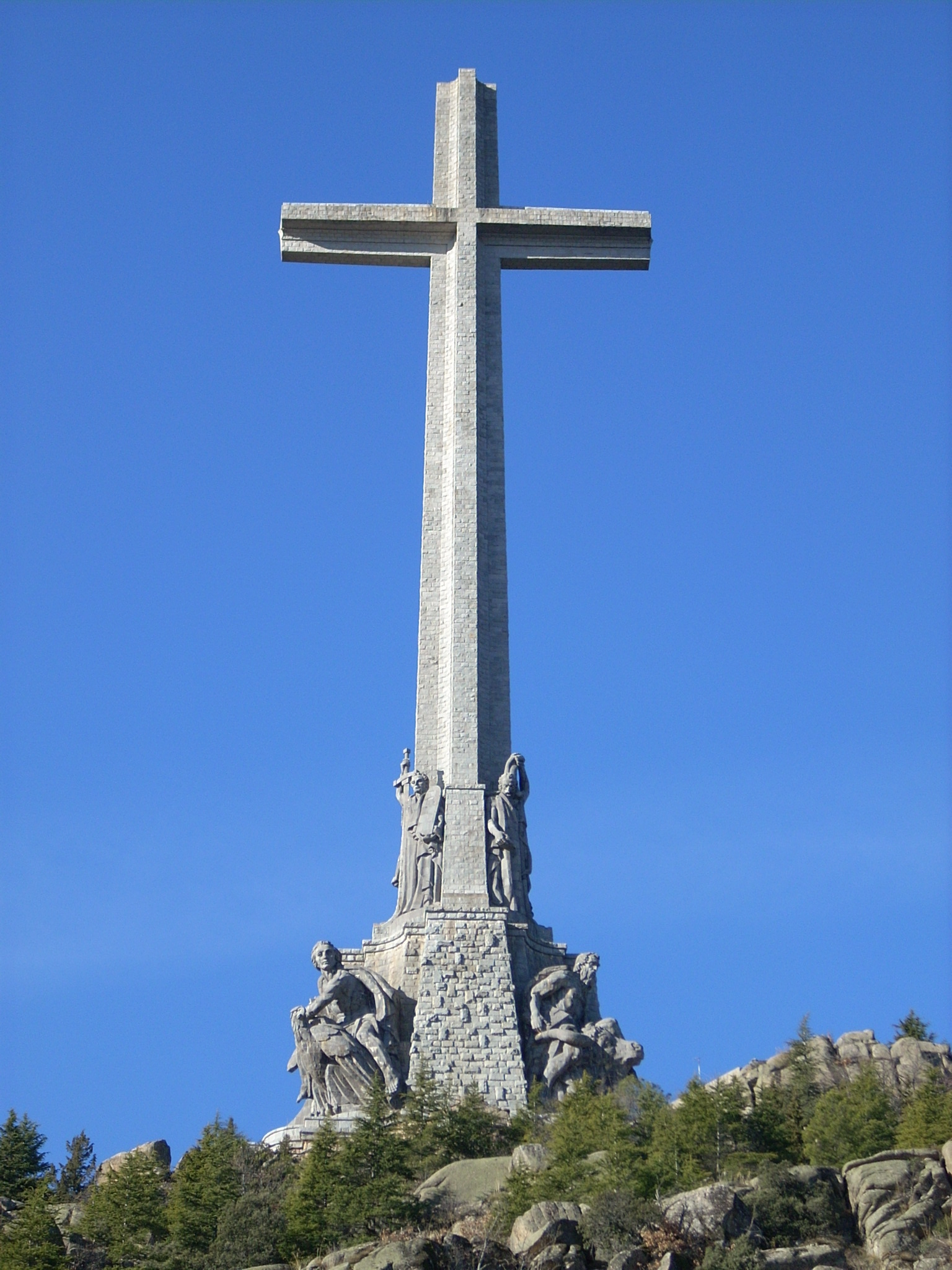
Visión de conjunto de la cruz.

La cruz tiene una altura de 150 metros, de los que 25 corresponden al basamento con los cuatro evangelistas (de 18 metros de altura cada uno) y sus símbolos o tetramorfos —Juan y el Águila, Lucas y el Toro, Marcos y el León y Mateo y el Hombre alado— realizadas por Juan de Ávalos; 17 metros al cuerpo intermedio con las virtudes cardinales: prudencia, justicia, fortaleza y templanza; y 108 al fuste de la cruz. Si a ello se añade la altura del risco de la Nava utilizado a modo de pedestal rocoso, habría que sumarle otros 150 metros más. La longitud de los brazos es de 46,40 m; en sus pasillos interiores podrían cruzarse dos vehículos de turismo.
La estructura del conjunto se fabricó con hormigón armado reforzado con un bastidor metálico y recubierto con cantera labrada y mampostería de berrugo. La construcción se hizo sin andamiaje, elevando la edificación desde dentro, como si se tratara de una chimenea; al mismo tiempo iban subiendo las escaleras y el montacargas, donde ahora existe un ascensor, por el interior. Los brazos, con una orientación norte-sur, se realizaron también sin andamios, colgando una plataforma del armazón de hierro según se iba montando este.
En cuanto a su delineación, está lograda por la penetración de prismas rectangulares que forman una cruz griega en la sección transversal, con una suave gola realzada que amortigua la arista exterior de cruce de los dos prismas. Está considerada como la cruz cristiana más alta del mundo, visible a más de 40 kilómetros de distancia.

Los evangelistas y sus símbolos
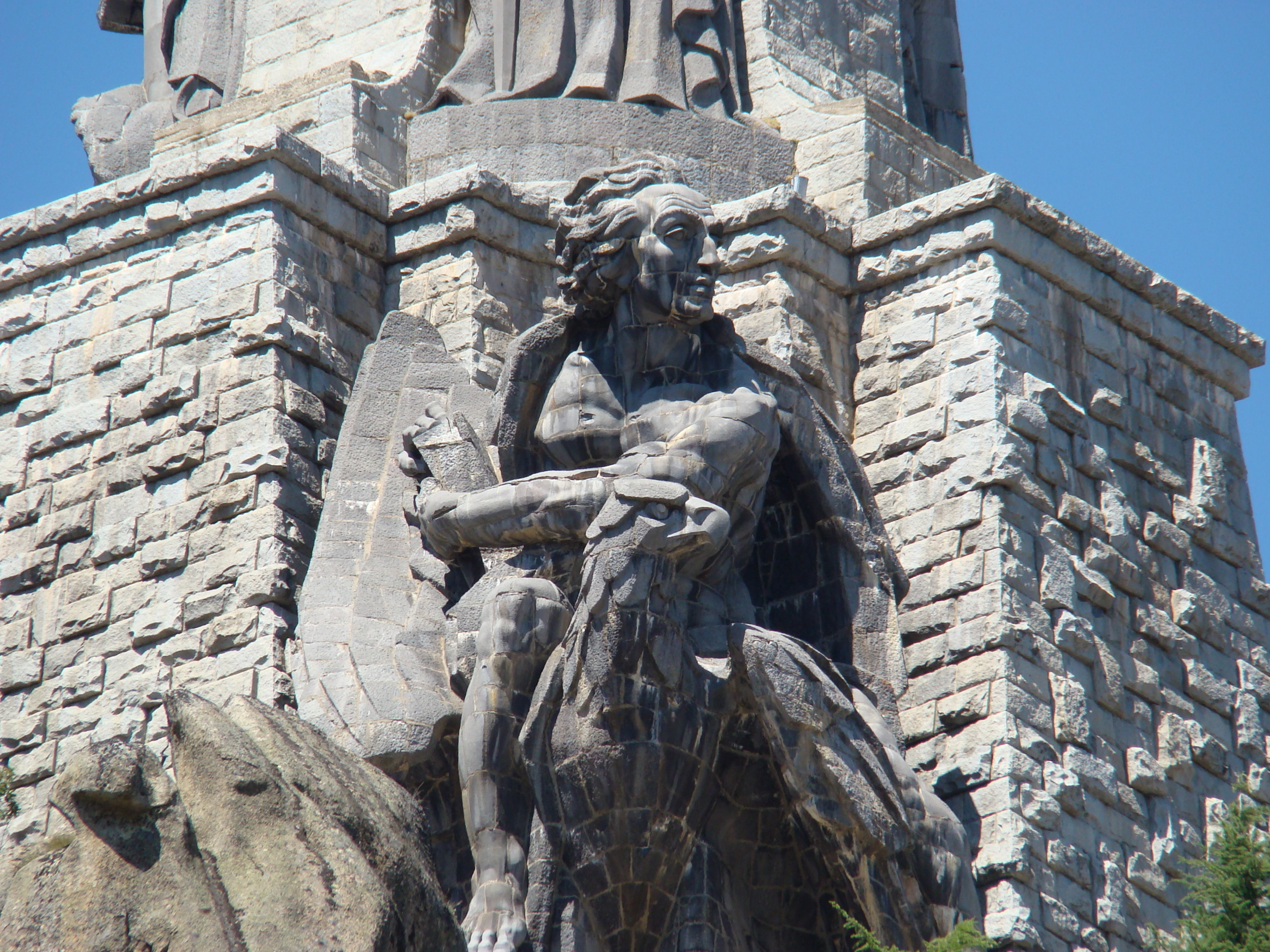
Juan
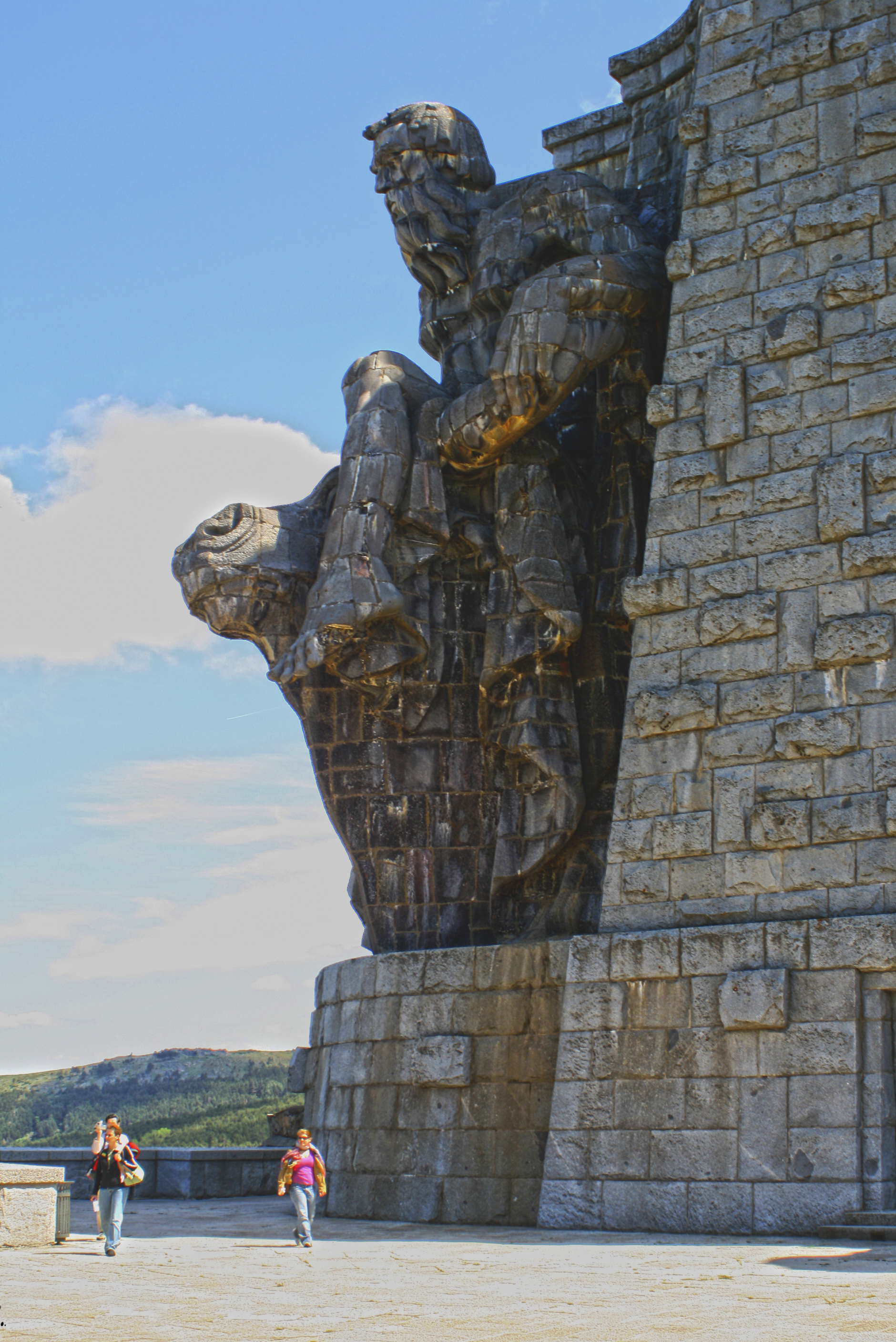
Lucas
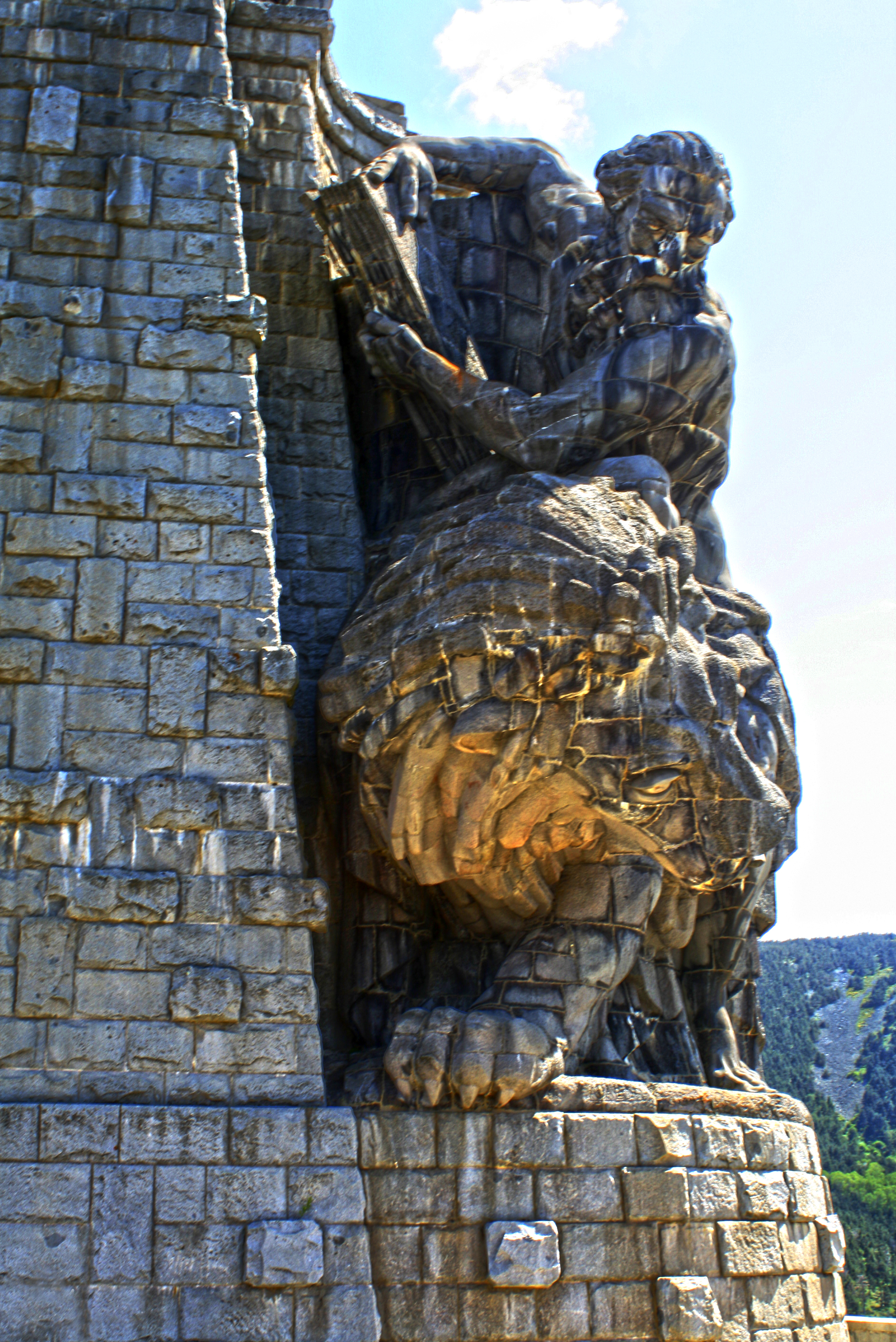
Marcos
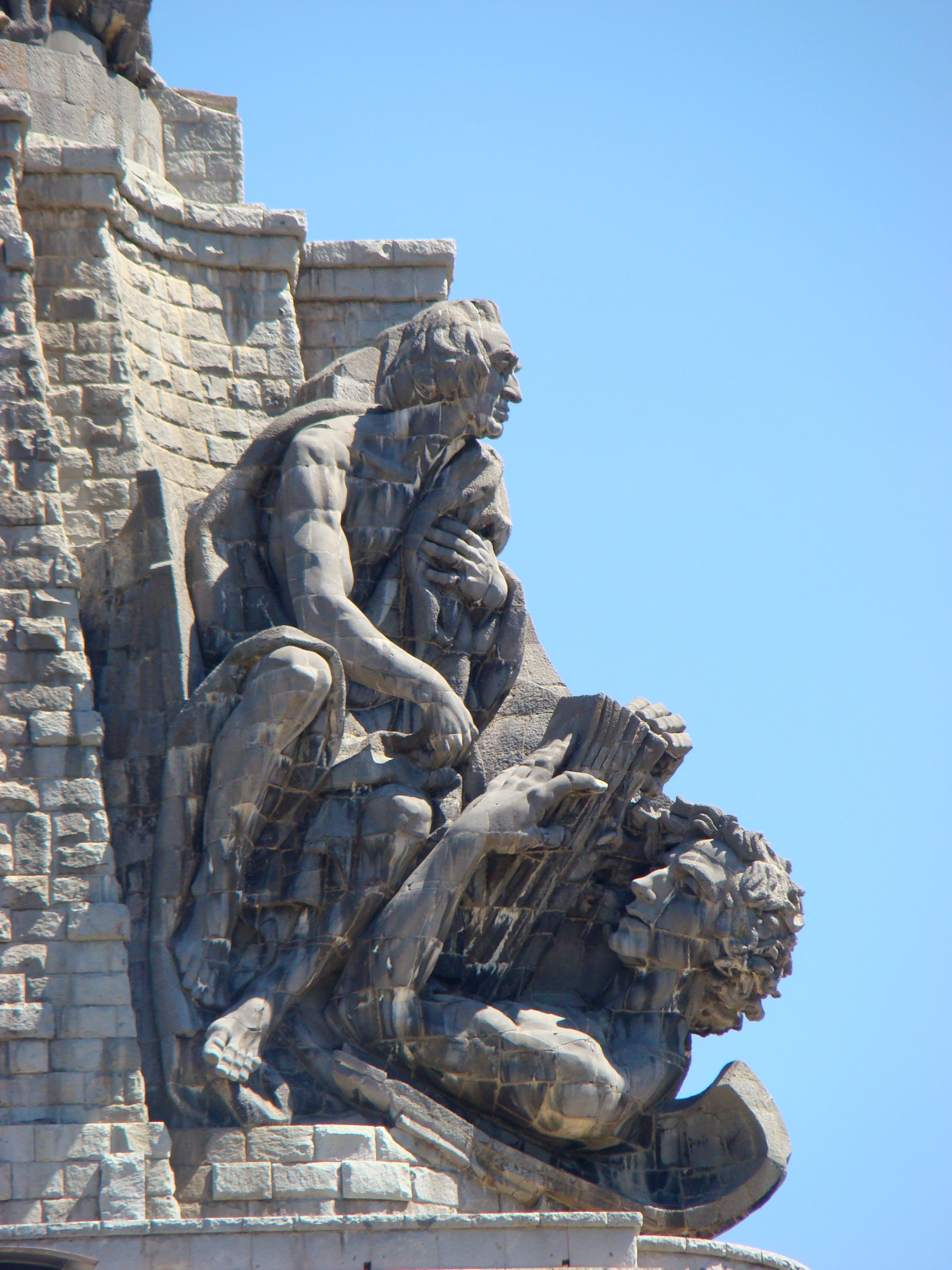
Mateo

Alegorías
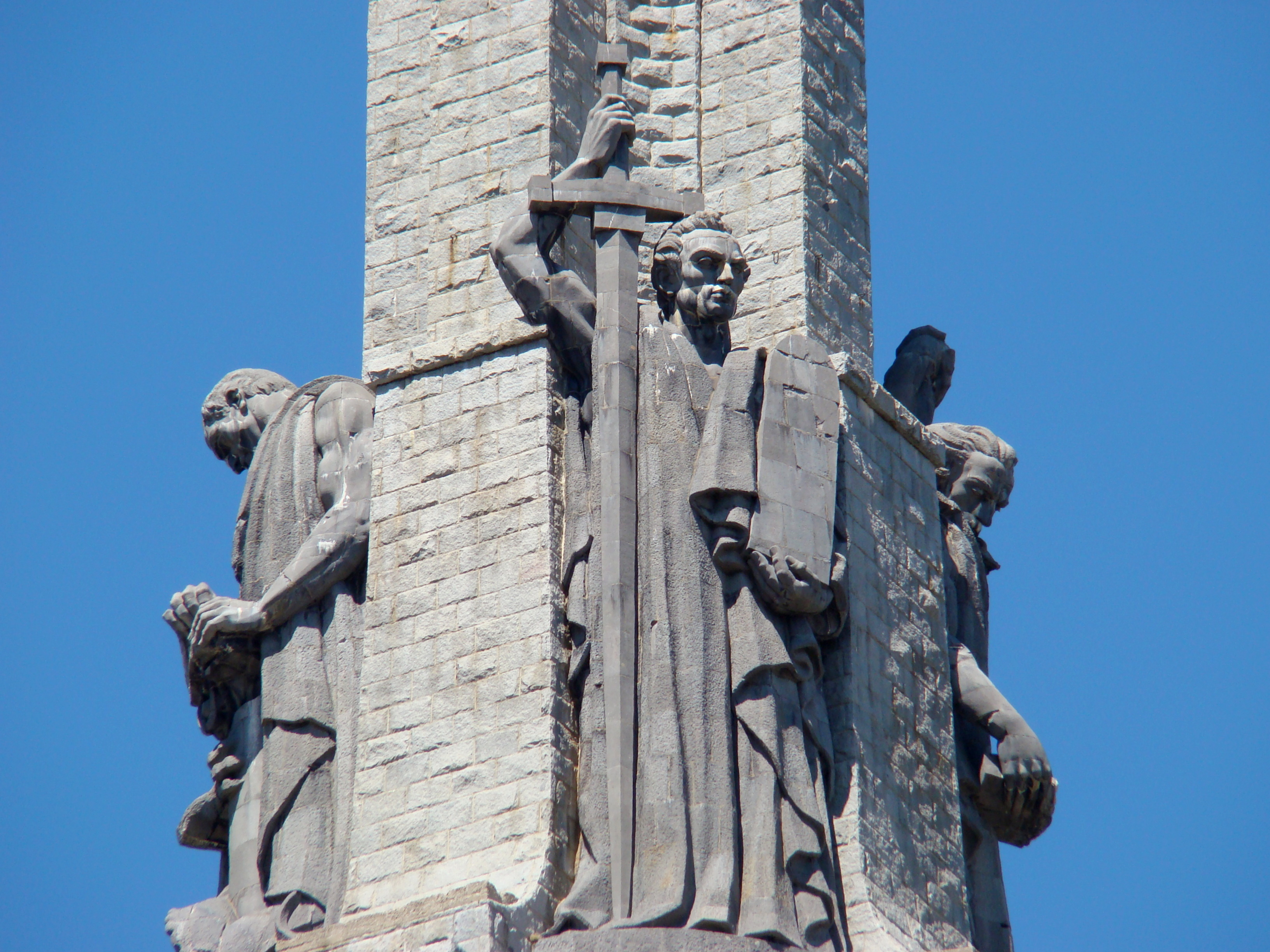
La Fortaleza y la Justicia
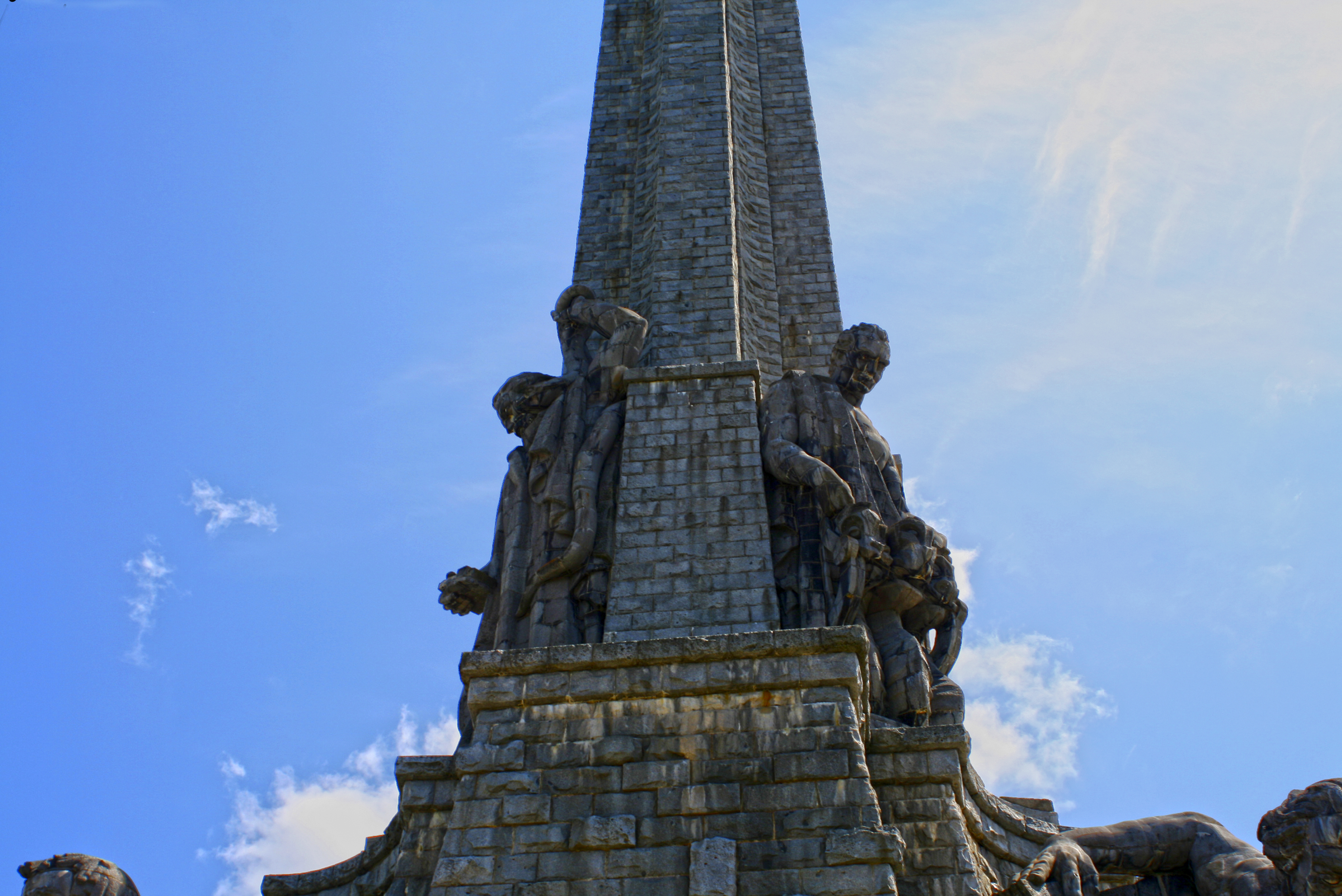
La Prudencia y la Templanza

### Funicular

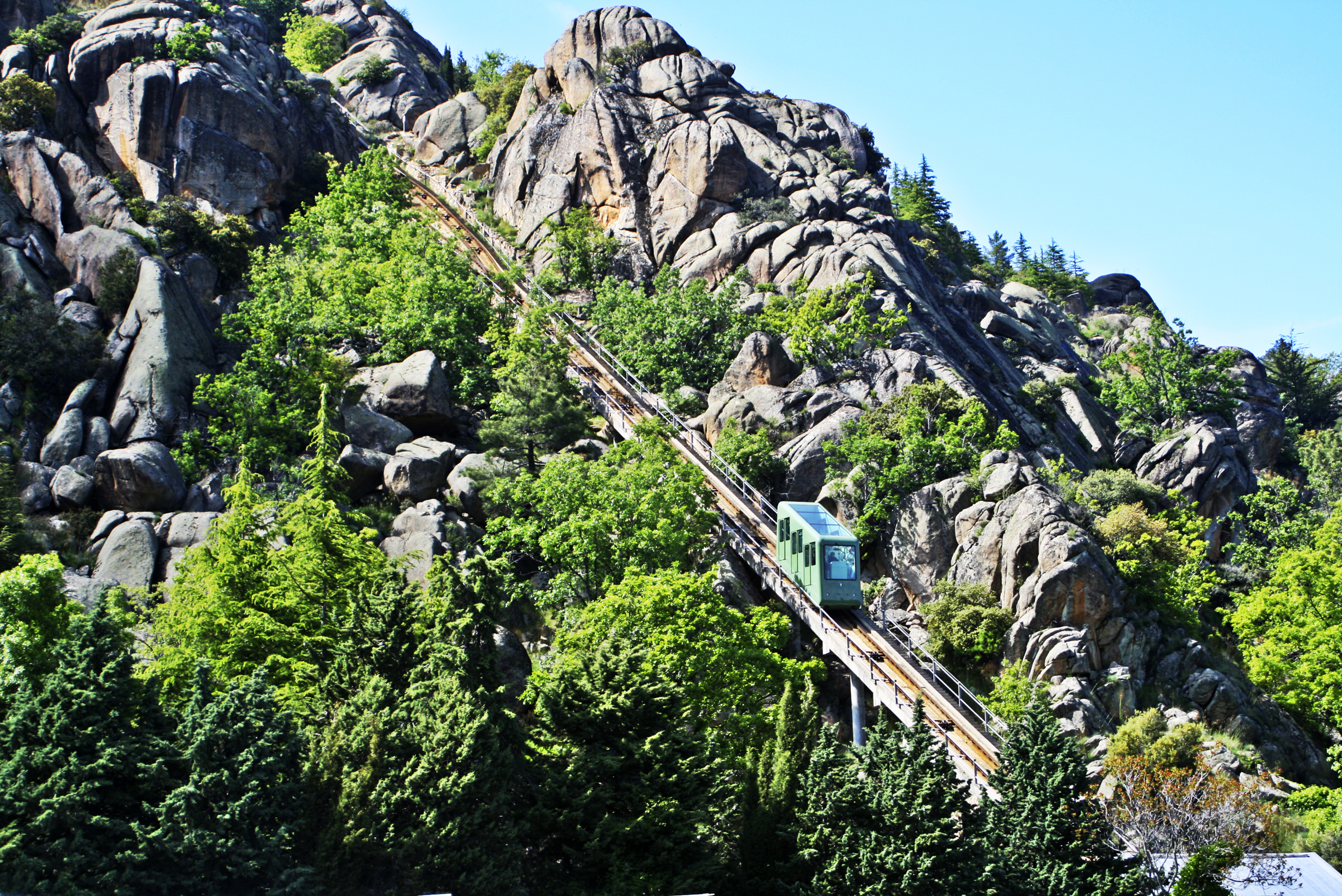
Funicular en funcionamiento.

Existe un funicular (cerrado desde 2009) que asciende a la base de la cruz en dirección sureste-norte, partiendo de una altura de 1258 m hasta llegar a los 1383 m y salva, por tanto, 125 m de desnivel en un recorrido de 277,6 m. Tiene una pendiente mínima del 43,44 % y máxima del 53,1 %.
Asimismo, se puede ascender a la cruz por un camino con rampa y escaleras que parte del lado trasero del cerro de la Nava. También existe un ascensor de uso restringido que permite el acceso a la cruz por el interior de la montaña.

### Escalinata y explanada

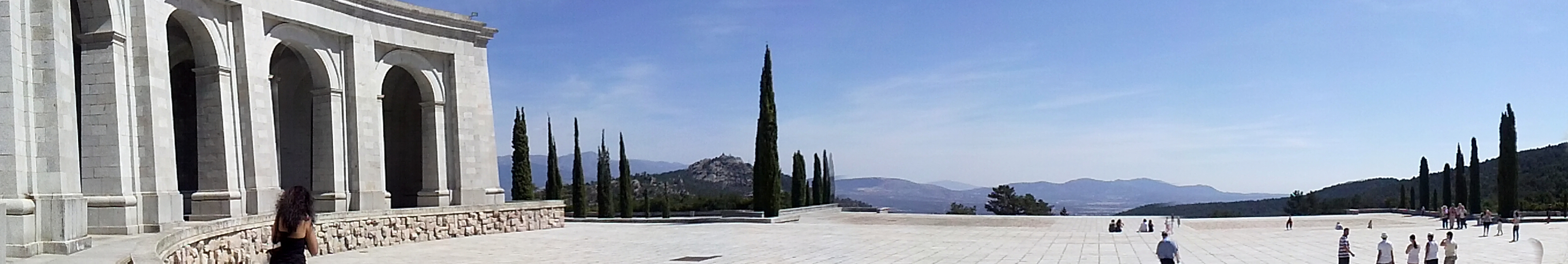
Vista parcial de la explanada desde la entrada al templo.

Desde la carretera se asciende a la gran explanada por una escalinata de 100 metros de anchura y dividida en dos tramos, cada uno de diez escalones. Está asentada sobre roca viva y termina en la gran explanada, que tiene una superficie de 30 600 metros cuadrados. Su pavimento forma una cruz en planta que deja, en los cuatro ángulos, cuadrados enlosados con piedras de forma irregular cuyas uniones se delinean con trébol y rey-gras. Un pretil ancho y fuerte enmarca esta parte central de la explanada y la separa de otras dos laterales a las que se desciende por escalinatas, también graníticas. Otra escalinata, de quince escalones y 63 metros de anchura, conduce a la puerta de la cripta.

### Basílica

#### El pórtico y frontis

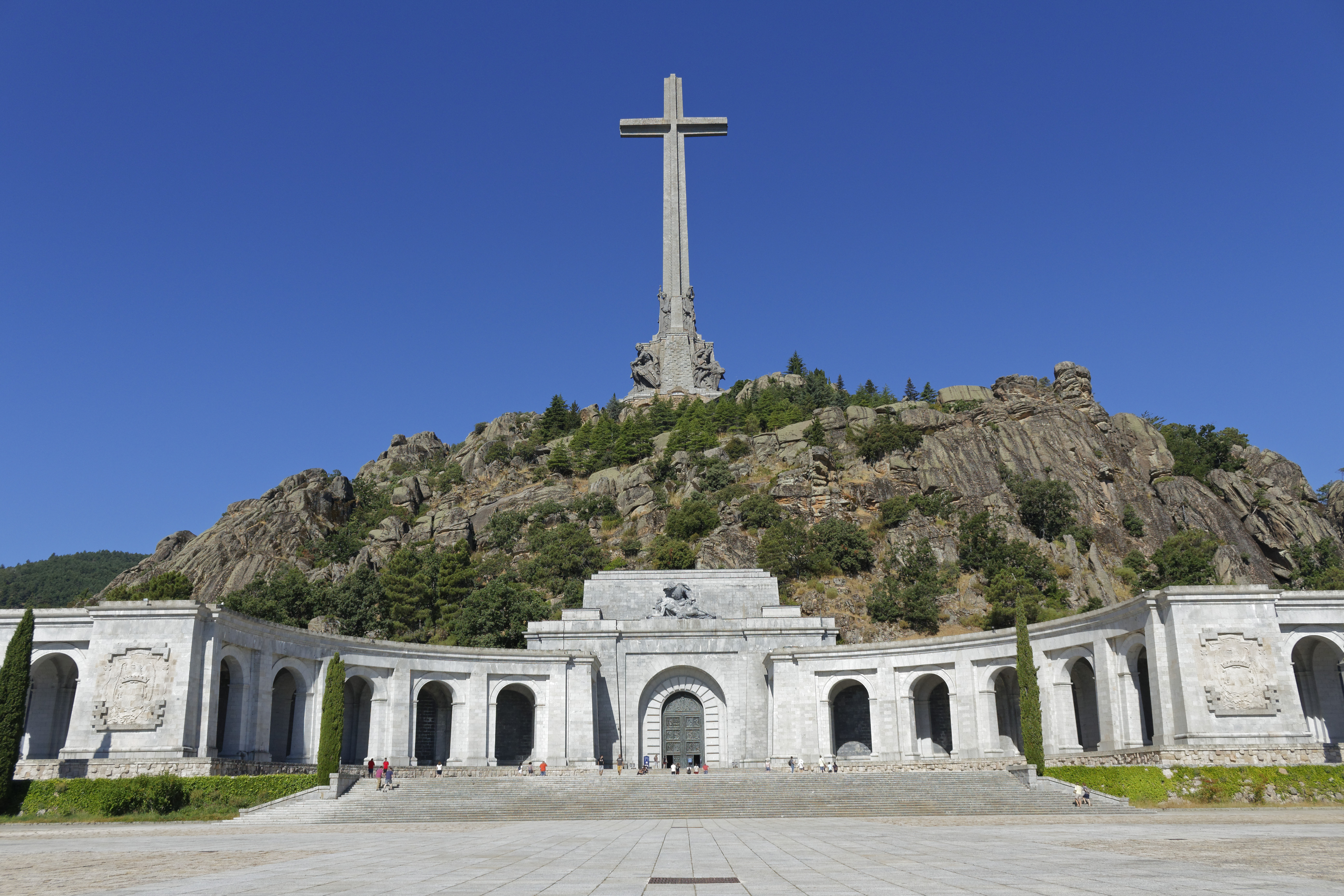
Frontis y escalinata de acceso.

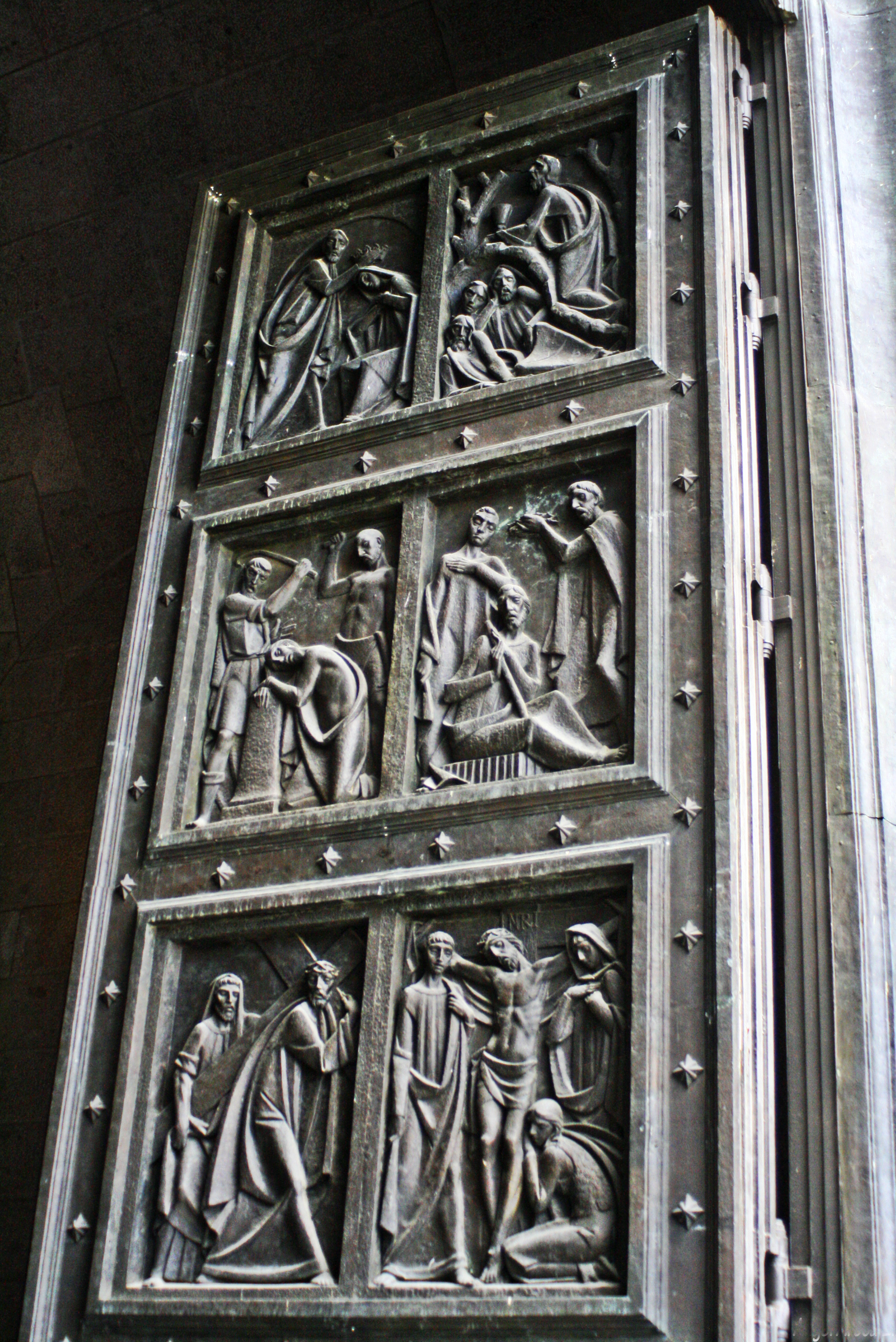
Detalle de la puerta de entrada a la basílica.

Los planes iniciales de la basílica subterránea excavada en el Risco de la Nava fueron realizados por el primer arquitecto, Pedro Muguruza, pero Diego Méndez los culminó y llevó a cabo ciertas modificaciones sobre el proyecto original.
Se accede a ella a través de una gran explanada frontal en la que se empleó el material extraído del vaciado de la montaña. La puerta está flanqueada por dos alas simétricas que forman una exedra semicircular porticada. En el proyecto inicial de Muguruza, los arcos de medio punto iban cerrados y con una decoración en piedra, pero Diego Méndez decidió calarlos y desmontar para ello parte del risco, con los problemas correspondientes; dio lugar así a una verdadera galería.
Los arcos de medio punto, el interior con dovelaje almohadillado, inscritos en un recuadro de líneas sencillas, forman la gran portada. La puerta del templo, de 10,40 metros de altura por 5,80 metros de anchura, es de bronce y es obra de Fernando Cruz Solís, primer premio en el Concurso convocado al efecto a finales de 1956. En ella están representados los quince misterios del rosario y un apostolado. 

La Piedad fotografiada desde distintos ángulos
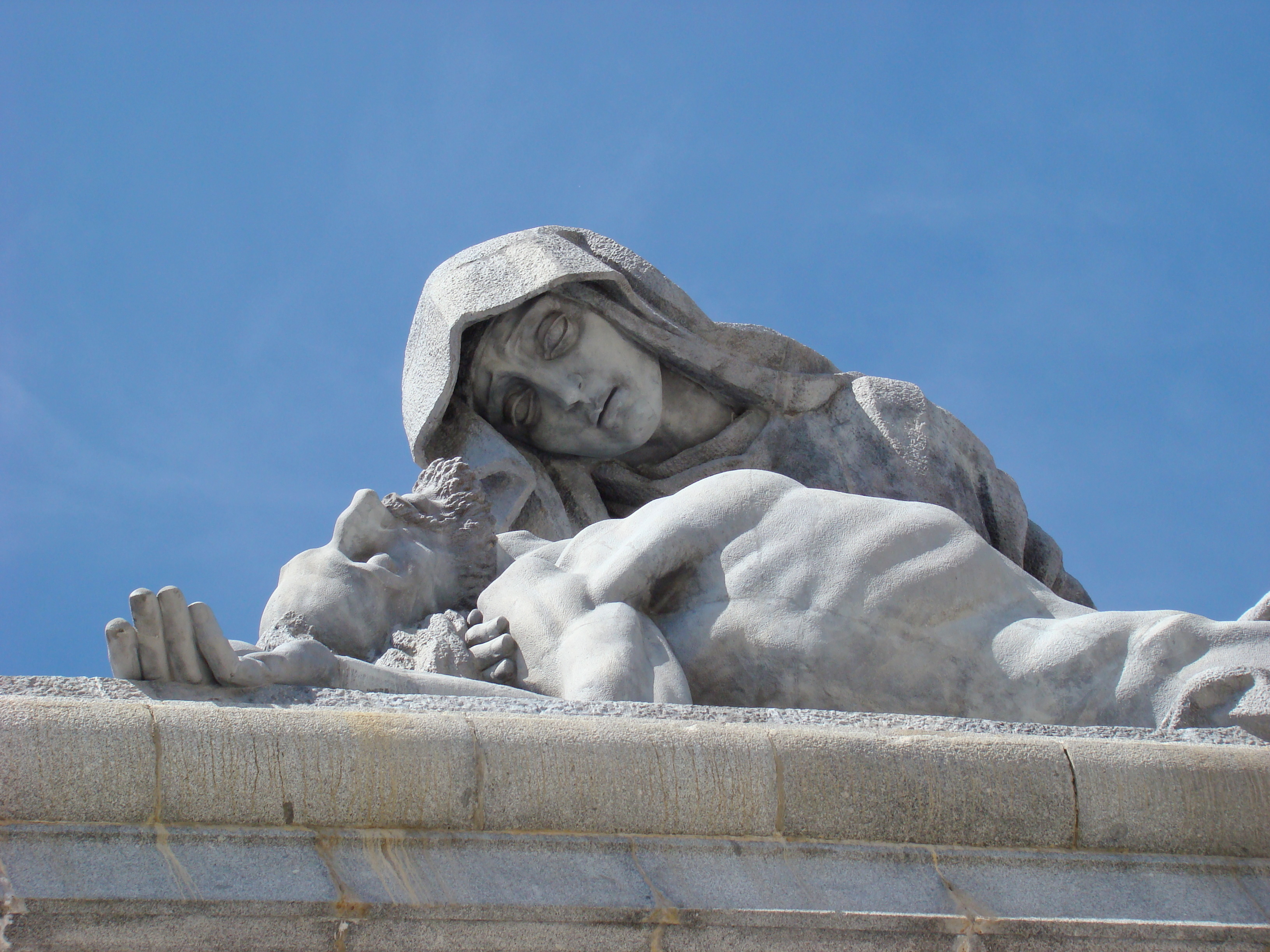
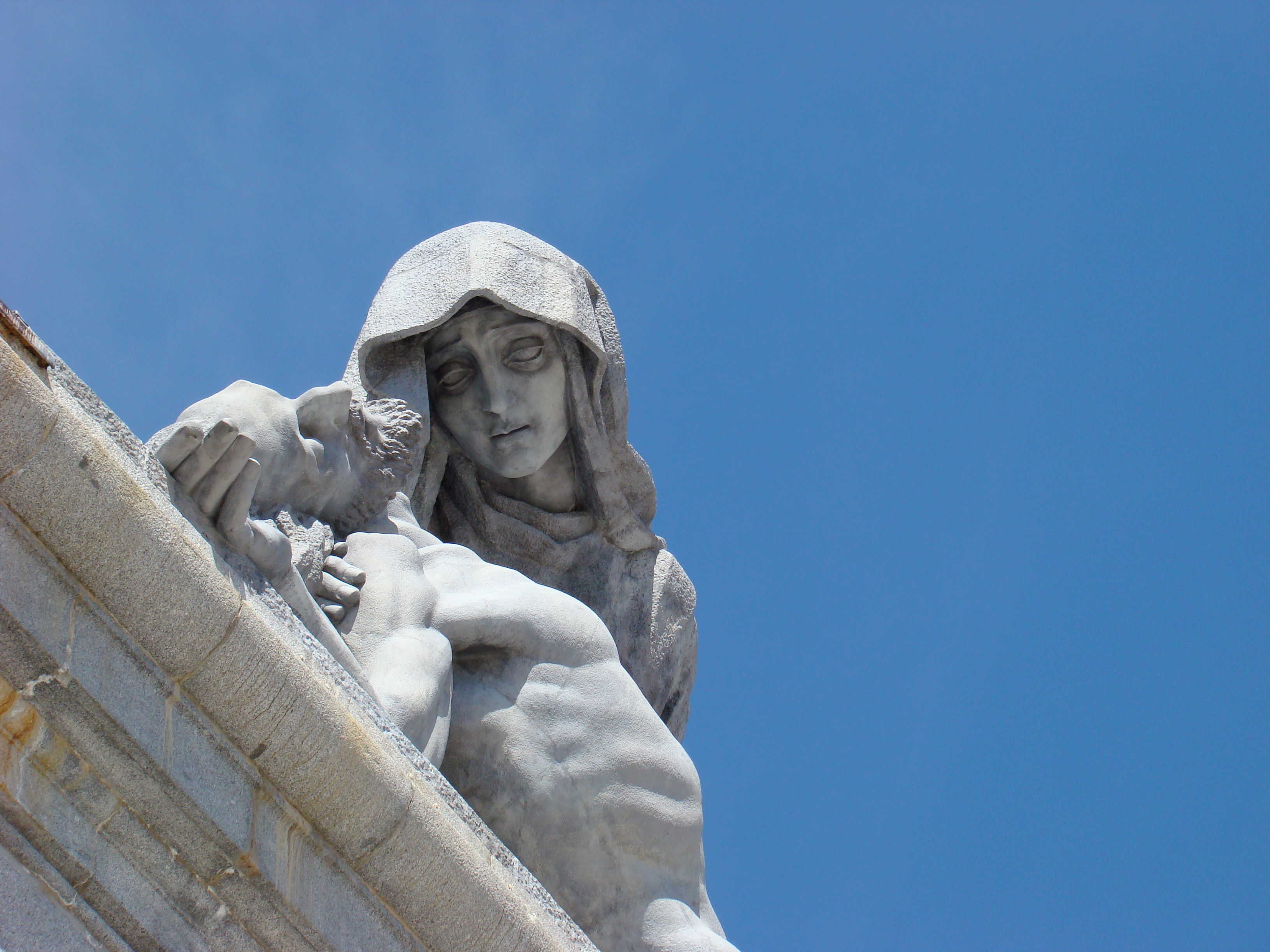
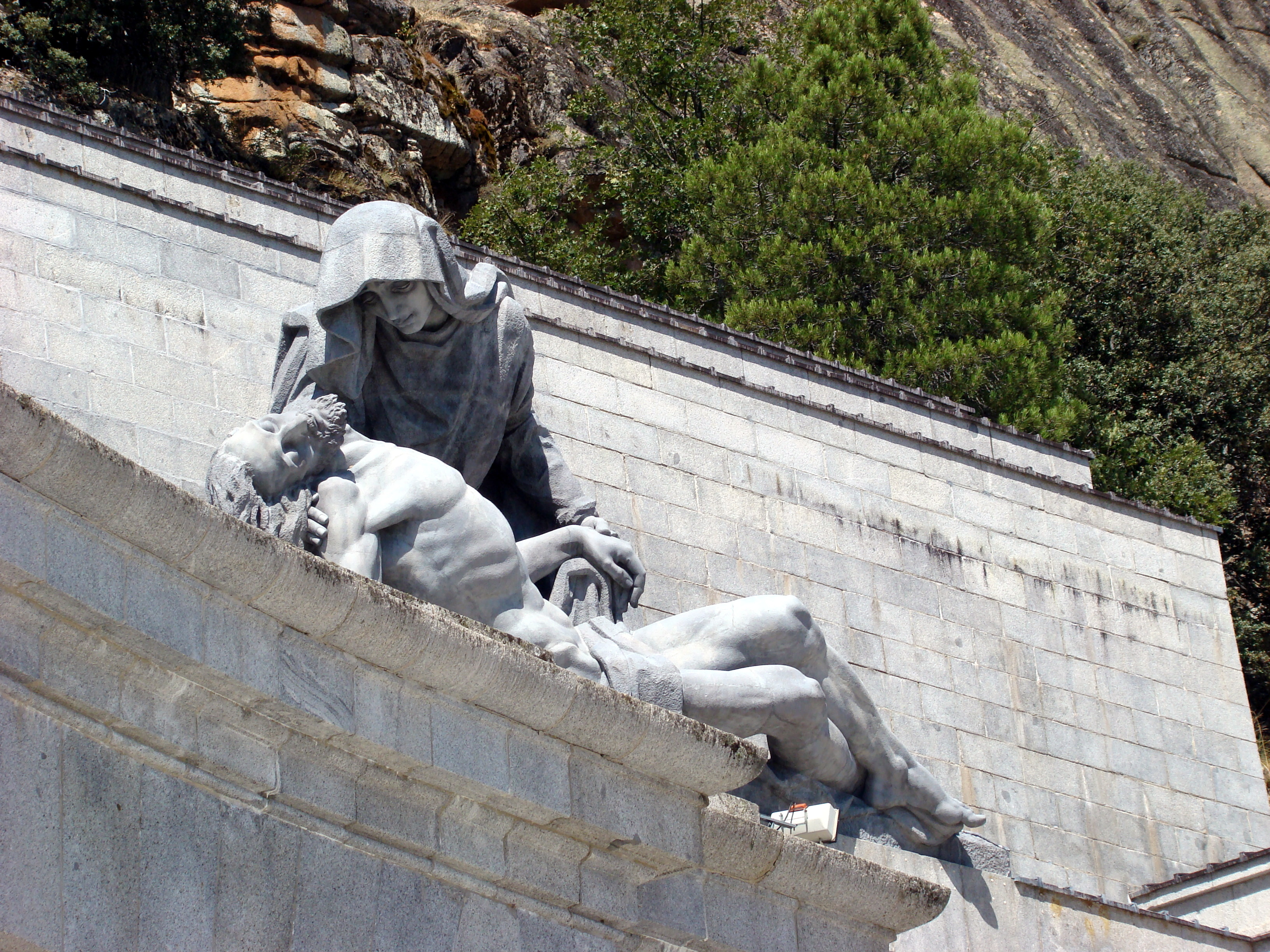

Como remate de la portada, y sobre su cornisa, se aprecia el grupo escultórico denominado La Piedad, trabajo de Juan de Ávalos, elaborada en piedra de Calatorao (provincia de Zaragoza). Mide 5 metros de altura y 12 metros de longitud.

#### Vestíbulos de entrada y reja
La longitud total de la cripta es de 262 metros y alcanza su máxima altura en el crucero, donde llega hasta los 41 metros. Esta cripta, por orden de entrada, comprende: vestíbulo, atrio, espacio intermedio, gran nave y crucero. Aunque cada una de las estancias citadas poseen decoración y disposición propia, existe entre todas una armonía estética y estilística.
El vestíbulo, el atrio y el espacio intermedio tienen, cada uno, una superficie de 11 metros de anchura y la altura de sus bóvedas es de 11 metros. La altura en la gran nave es de 22 metros. En cuanto a su decoración, está conformada por los mismos elementos constructivos. Como consecuencia, forman la del vestíbulo cuatro anchas pilastras unidas por arcos fajones de medio punto y bóvedas con lunetos correspondientes a los arcos laterales. Se emplea en el atrio una decoración más rica, a base de pilastras en talud con bóveda y arcos fajones de medio punto, adornando estos un sencillo encasetonado. 
En el espacio intermedio, cubierto por bóveda de arista, se alojan, en dos grandes nichos, dos arcángeles gigantescos, obra de Carlos Ferreira, en actitud vigilante y de meditación, custodiando la entrada. Presentan las alas levantadas y apoyan sus brazos, echados hacia delante, en la empuñadura de la espada hincada en los plintos. Según testimonio del fundidor, están elaborados con bronce de cañones empleados durante la guerra, como símbolo de que la contienda había terminado. El descenso de diez escalones, número canónico en la simbología del monumento, lleva a la reja.

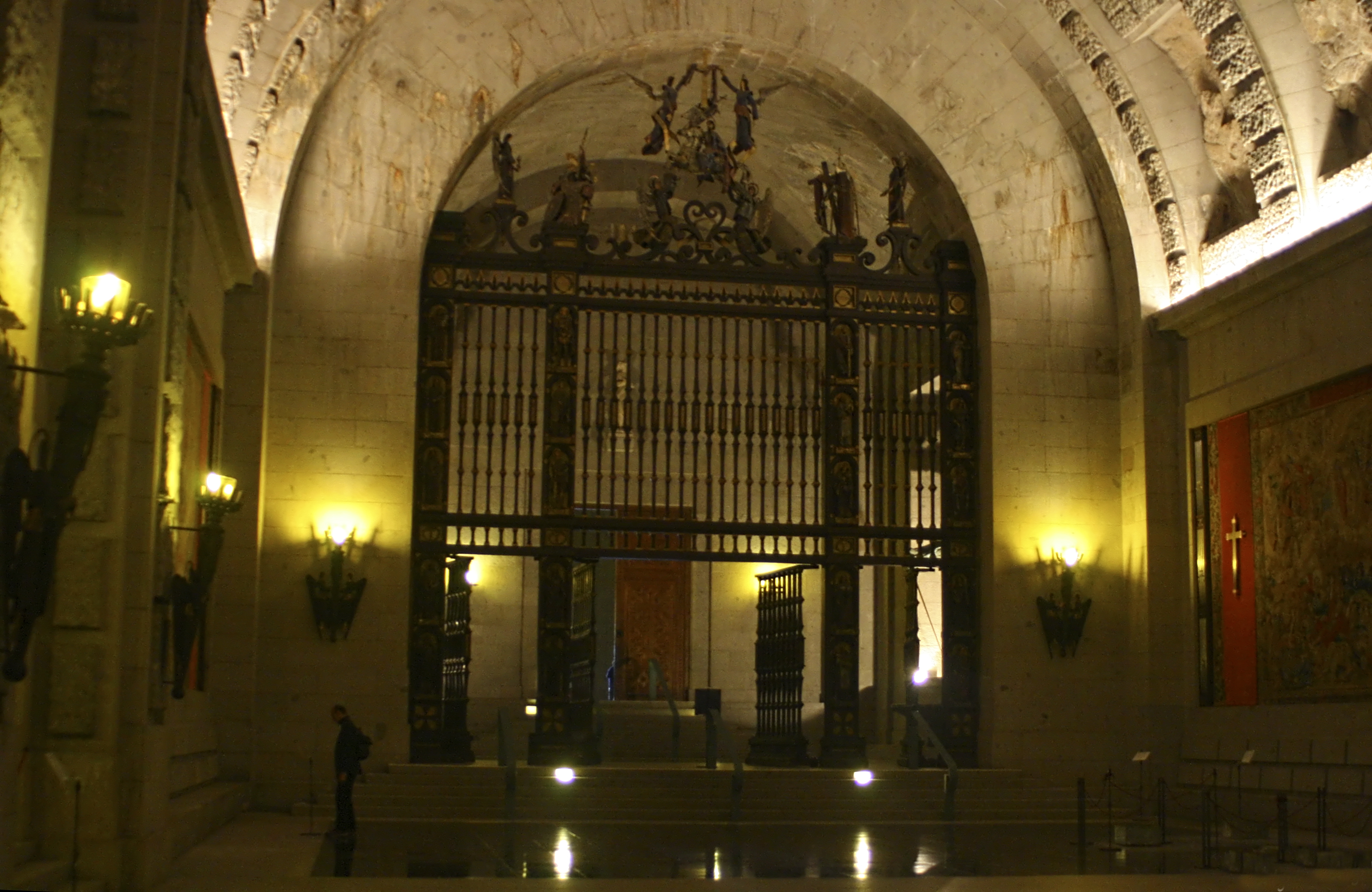
La reja vista desde la nave.

Esta delimita y da acceso al lugar de culto propiamente dicho. Es obra de José Espinós (autor también de los apliques de la gran nave). La elaborada reja, de sobria policromía, está inspirada en las platerescas, de gran tradición en catedrales e iglesias españolas. Consta de tres cuerpos perfectamente definidos, cuya separación está marcada por cuatro machones: dos adosados a los muros y otros dos que hacen de jambas para el juego de la puerta central. En los mencionados machones, De izquierda a derecha y de arriba abajo, aparecen adosados al cuerpo de la reja figuras de cuarenta santos. Una crestería formada por ángeles, en los extremos, e insignias de héroes y mártires como remate de los machones centrales, acompaña a la figura de Santiago apóstol, patrón de España, que aparece en el centro, coronada por cruz y ángeles. Los espacios entre los machones se cubren por siete barrotes en cada lateral y dieciocho en las hojas de la puerta.

#### La gran nave

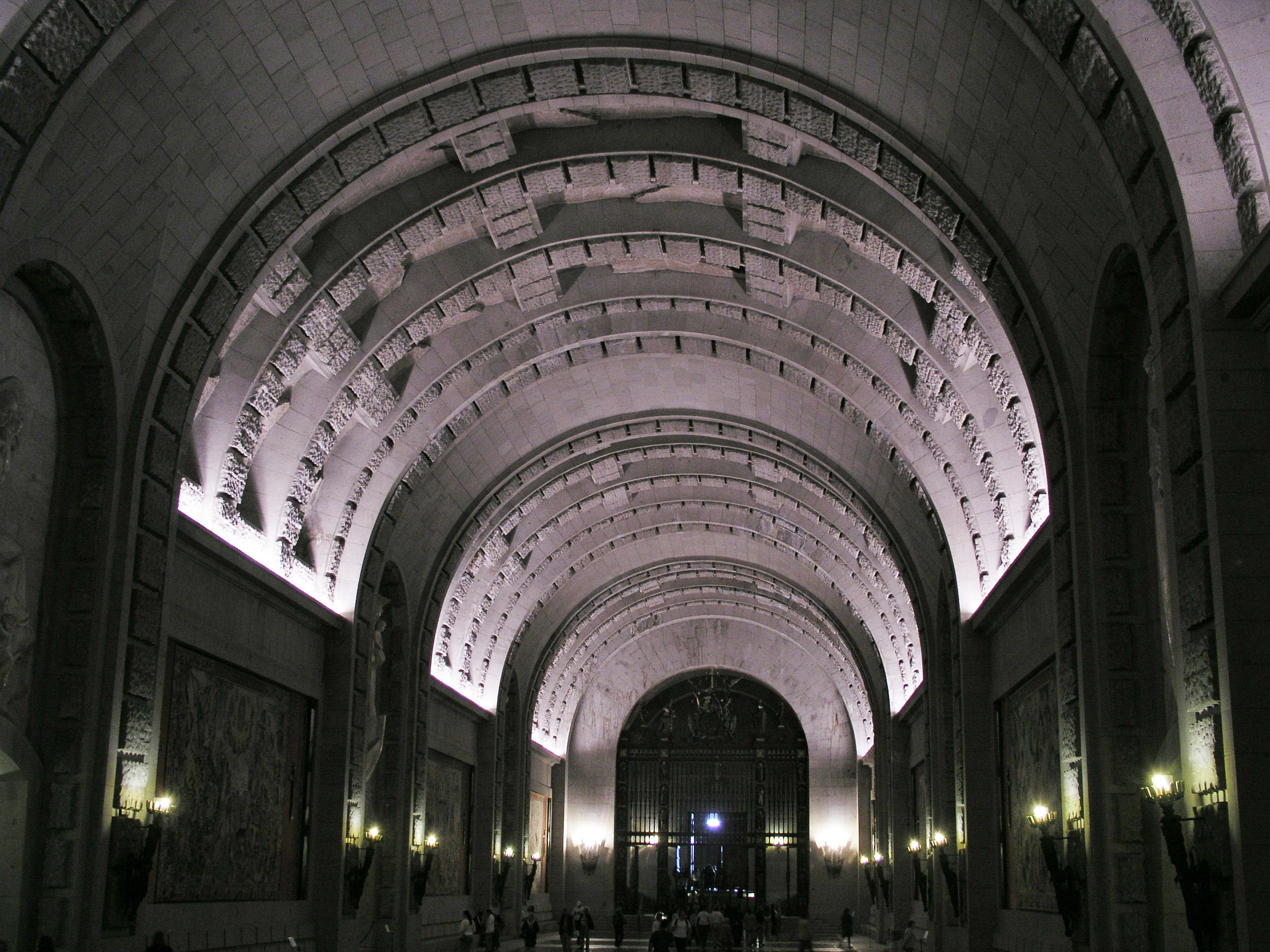
La gran nave de la cripta.

La nave está a un nivel más bajo para realzar el presbiterio y romper la monotonía de un espacio tan largo. Está dividida en cuatro tramos, marcados por series de grandes arcos fajones, cruzados en la bóveda para formar casetones.
Las dimensiones del templo actual son superiores a las de la primitiva perforación, que era de 11 por 11 metros. Las dificultades técnicas de la ampliación del túnel fueron muy grandes por la estructura granítica del risco, con diaclasas que podían producir desprendimientos, hasta el punto de que se tomó la decisión de macizar el túnel existente con los escombros de la ampliación del suelo y costados, y una vez terminada y consolidada esta, proceder al vaciado total. En agosto de 1954 se realizó el revestimiento interior, con grandes arcos fajones hormigonados, así como los laterales y el suelo, lo que contribuye a la estabilidad del conjunto y a la sujeción de la masa de piedra que gravita sobre la bóveda.
A la derecha y a la izquierda se abren seis pequeñas capillas, señaladas en los muros de la nave por grandes relieves de alabastro correspondientes a distintas advocaciones de la Virgen como Patrona de los Ejércitos de tierra, mar y aire y por su vinculación a aspectos importantes de la historia de España. Por orden de entrada, a la derecha: Inmaculada Concepción, Nuestra Señora del Carmen (ambas son obra de Carlos Ferreira) y Nuestra Señora de Loreto (Ramón Mateu); a la izquierda; Nuestra Señora de África (Ferreira), Nuestra Señora de la Merced (Lapayese) y Nuestra Señora del Pilar (Mateu).

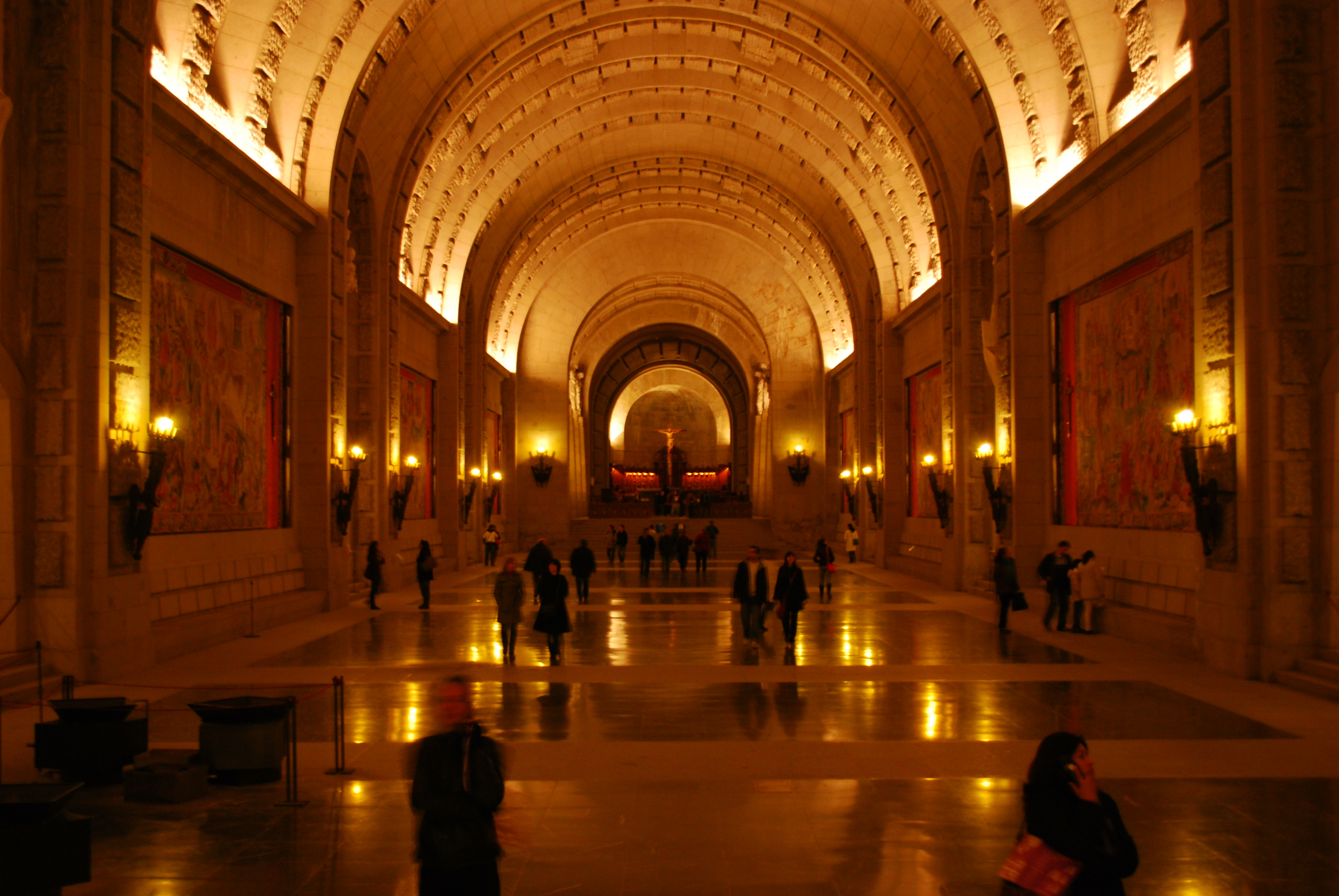
La serie de tapices del Apocalipsis de San Juan están insertados en las paredes, en un vano rectangular destinado al efecto.

En estas capillas la decoración es muy sencilla: frontales de altares en relieve y trípticos de estilo gótico flamenco del s. XV pintados a mano en cuero, a la manera de los guadamecíes españoles de recuerdo y traza medieval, los cuales fueron hechos en el s. XX por los Lapayese. En ambos casos se representan escenas de la vida de Cristo y la Virgen María. Otros elementos escultóricos presentes en el interior de cada capilla también son trabajo de Lapayese, padre e hijo. Se trata de dos imágenes en alabastro de los Apóstoles emplazadas en los muros laterales de cada una de ellas, de tal modo que forman un conjunto de doce (en lugar de Judas Iscariote se optó por san Matías).
En las paredes, intercalados entre cada capilla, cuelgan ocho tapices de la serie el Apocalipsis de San Juan, copia de una colección flamenca del siglo XVI adquirida por Carlos V y traída a España por Felipe II. Los originales se encuentran en el Palacio de La Granja. No obstante, estas réplicas tienen un destacado valor artístico.
Por debajo de los tapices corren a lo largo de los muros, a modo de zócalo, dos hiladas almohadilladas.

#### Acceso al crucero
Desde la gran nave se asciende al crucero por una escalera de diez peldaños. Se observan a los lados ocho estatuas sobre sendas pilastras, obra de Antonio Martín y Luis Sanguino, con la cabeza inclinada y cubierta, invitando a una actitud de respeto y silencio, ya que el visitante se encuentra en un espacio sagrado y en un gran cementerio de guerra. Representan a contendientes caídos en la guerra por tierra, mar, aire, así como voluntarios. La tosca labra de las vestiduras contrasta con el pulimento de rostros y brazos.
A lo largo de este espacio se sitúan dos hileras de bancos para escuchar la misa.

#### Crucero
En la parte central del crucero varían las normas decorativas adoptadas en la nave y espacios que la preceden; no obstante, se logra la afinidad con estos por su misma disparidad. La traza es rígidamente clásica en los lienzos murales, y solo se quiebran en los cuatro arcos torales, sostén del casquete de la cúpula, formados por dovelas almohadilladas que se abocinan.
En el centro mismo del crucero y en verticalidad con la cruz monumental del exterior, está emplazado el altar mayor, formado por una gran losa de granito pulimentado de una sola pieza. El frontal anterior de la mesa del altar se decora con un bajorrelieve del Santo Entierro, en chapa dorada, diseñado por el arquitecto Diego Méndez y ejecutado por Espinos. El frontal posterior representa la Última Cena. A sus lados, se ve el conjunto del «Tetramorfos» o símbolos de los cuatro evangelistas: el toro de San Lucas, el león de San Marcos, el ángel de San Mateo y el águila de San Juan. 

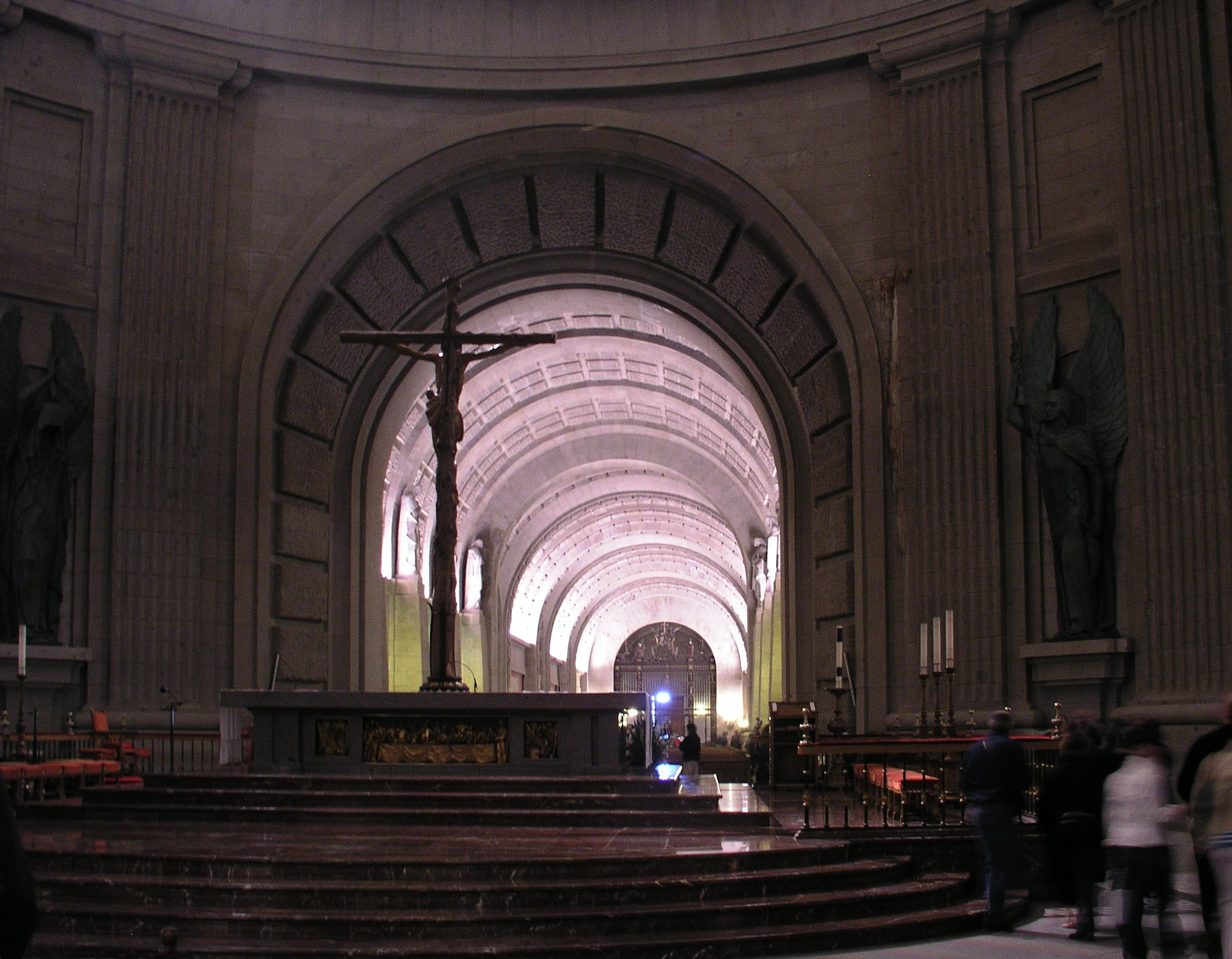
Parte posterior del altar mayor, con el relieve de la última cena en el podio.

Como único adorno del altar, y sobre él, se alza una talla de Cristo crucificado del imaginero Julio Beobide y policromado por Ignacio Zuloaga.
Los brazos laterales del crucero, con 12,80 metros de anchura, terminan en las capillas del Santísimo y del Santo Sepulcro.

#### Entorno del presbiterio: los arcángeles

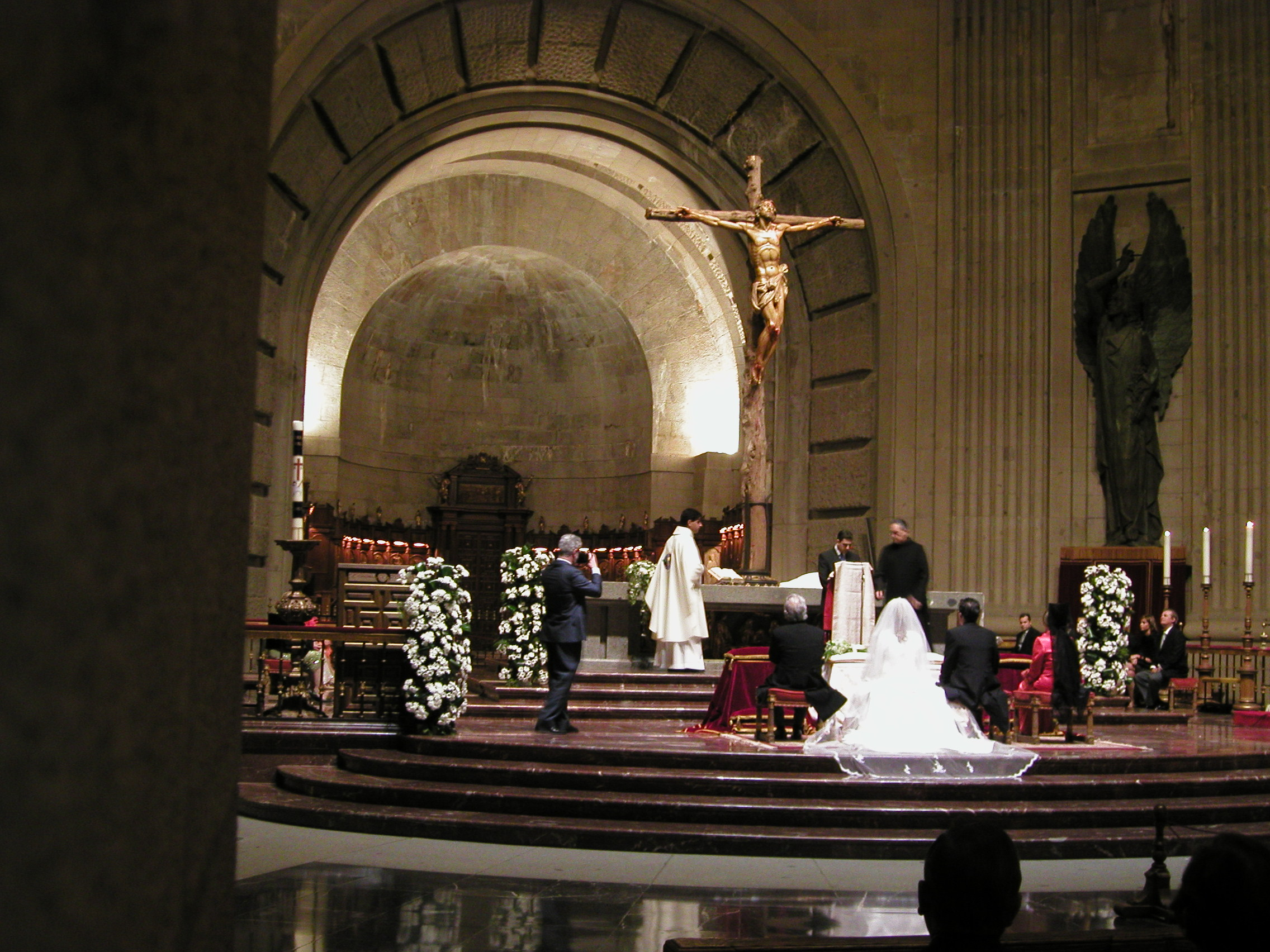
El altar mayor, al fondo el coro y en el lateral derecho se observa uno de los cuatro arcángeles flanqueado por dos altas pilastras acanaladas de orden toscano.

En torno al presbiterio sobresalen las imágenes de cuatro grandes arcángeles de bronce, de 7 m de altura y obra de Ávalos: san Rafael, san Miguel, san Gabriel y san Uriel (Yezrael o Azrael).
San Rafael aparece representado conforme al papel que desempeñó en esta historia, con el bastón de peregrino como guía del personaje del libro y con el pez con cuya hiel curó su ceguera. San Miguel se representa con la espada, como triunfador sobre la rebelión de Luzbel o Satanás. San Gabriel sostiene una azucena, en referencia a su misión de haber anunciado a la Virgen María. También había anunciado previamente a Zacarías el nacimiento de san Juan Bautista. San Uriel, como fue conocido en la Edad Media cristiana sobre todo a partir de san Isidoro de Sevilla, es el Yezrael o Azrael de los judíos y está representado de la misma forma en que estos lo hacen: con la cabeza inclinada y cubierta y las manos en alto en actitud orante. Es el arcángel que, según algunos relatos apócrifos del Antiguo Testamento no considerados como inspirados por Dios (si bien la tradición judía y cristiana ha aceptado algunos elementos de ellos, presenta los difuntos ante Yahveh: de ahí también que es el que presenta las almas de los caídos ante Dios. De los cuatro arcángeles de la basílica, es el que más llama la atención de los visitantes.
El crucero se ve completado por tres frentes: al final de la basílica, el coro; en el lado derecho, la Capilla del Sepulcro; y a la izquierda del crucero, la Capilla del Santísimo.

#### Cúpula
Sobre el crucero se dispone una cúpula, rematada por un lucernario, decorada con un mosaico de Santiago Padrós. De frente, se representa en el centro la imagen, típicamente bizantina y románica, del «Pantocrátor»: Cristo todopoderoso, Rey y Juez, en majestad, con el libro de la Vida en el que aparece inscrita la frase «Ego sum lux mundi» («Yo soy la luz del mundo»). La típica «mandorla o almendra mística» del arte románico que le rodea está conformada por alas de serafines y querubines. La presencia de los ángeles en el Cielo está claramente representada igualmente por otros más en el mosaico, con incensarios y espadas, según las descripciones simbólicas de algunos textos del Antiguo y del Nuevo Testamento.
Por debajo de Cristo se observa el tema del triunfo o la exaltación de la Santa Cruz, titular del santuario. La «Vera Cruz» está siendo ensalzada sobre el Monte Calvario, donde se descubren las de los dos ladrones que fueron crucificados a sus dos lados.
A la derecha de Jesucristo se sitúa un grupo amplio de santos españoles con Santiago el Mayor a la cabeza, y a la izquierda otro de mártires españoles presididos por San Pablo (es decir, los dos Apóstoles que, según la tradición, vinieron a predicar a España). Se encuentra aquí resumida toda la historia de España como nación católica.
Desde el lado opuesto, en el centro se sitúa el grupo de la Asunción de la Virgen, elevada al cielo por ángeles desde una montaña que representa la de Montserrat. La representación de Montserrat se debe a los siguientes motivos: la Virgen de esta advocación es la Patrona de Cataluña, Padrós era catalán, además su esposa tenía ese nombre y en cierto momento estuvo a punto de venir una comunidad de monjes benedictinos de Montserrat a hacerse cargo del santuario, antes de que se tratara con la abadía de Silos. Sobre la montaña se descubre la sierra de carpintero, de tal modo que está plasmado así el escudo de la abadía de Montserrat. En la propia montaña, por otro lado, existe una vieira, venera o concha de Santiago, en alusión al nombre del artista, y una inscripción referente a su elaboración por él.
A los lados del grupo de la Asunción de la Virgen están los caídos civiles y religiosos y los caídos militares en la Guerra Civil, también se observan un cañón y cinco banderas; tres banderas de España (la rojigualda) sin escudos identificativos, otra con la Cruz de Borgoña y una falangista, siendo esta última la única simbología estrictamente franquista existente en toda la iglesia.
El mosaico, de más de cinco millones de teselas, fue elaborado en plano en el Teatro Real de Madrid, con la dificultad de tener que incorporarlo luego a un plano abovedado, de cúpula, lo cual se hizo por el denominado método indirecto. Por eso, una vez instalado, Padrós observó que entre la columna central de ángeles del grupo de la Asunción (la única columna diseñada originalmente) y los dos grupos de caídos, especialmente el de los contendientes, había un espacio muy grande. Para romper esa distancia, ya sobre el sitio decidió levantar otras dos columnas laterales de ángeles de tamaño más pequeño y juguetones.
Padrós hizo retratos reales de personajes, tanto históricos (algunos santos, por ejemplo San Ignacio y Santa Teresa), como otros que dibujaba en el Metro de Madrid para plasmarlos en el mosaico, su propio autorretrato y el de su esposa, o bien el de otros personajes notables de la época (entre ellos, Miguel de Unamuno en el papel de San Raimundo de Fitero).
Para salvar el mosaico de las humedades que se preveían y que se observan a simple vista en varias partes de la basílica, Diego Méndez construyó una doble cúpula: sobre la del mosaico, que está recubierta por una capa de tela asfáltica que la impermeabiliza, existe un vano muy amplio y otra cúpula superior.

#### El coro

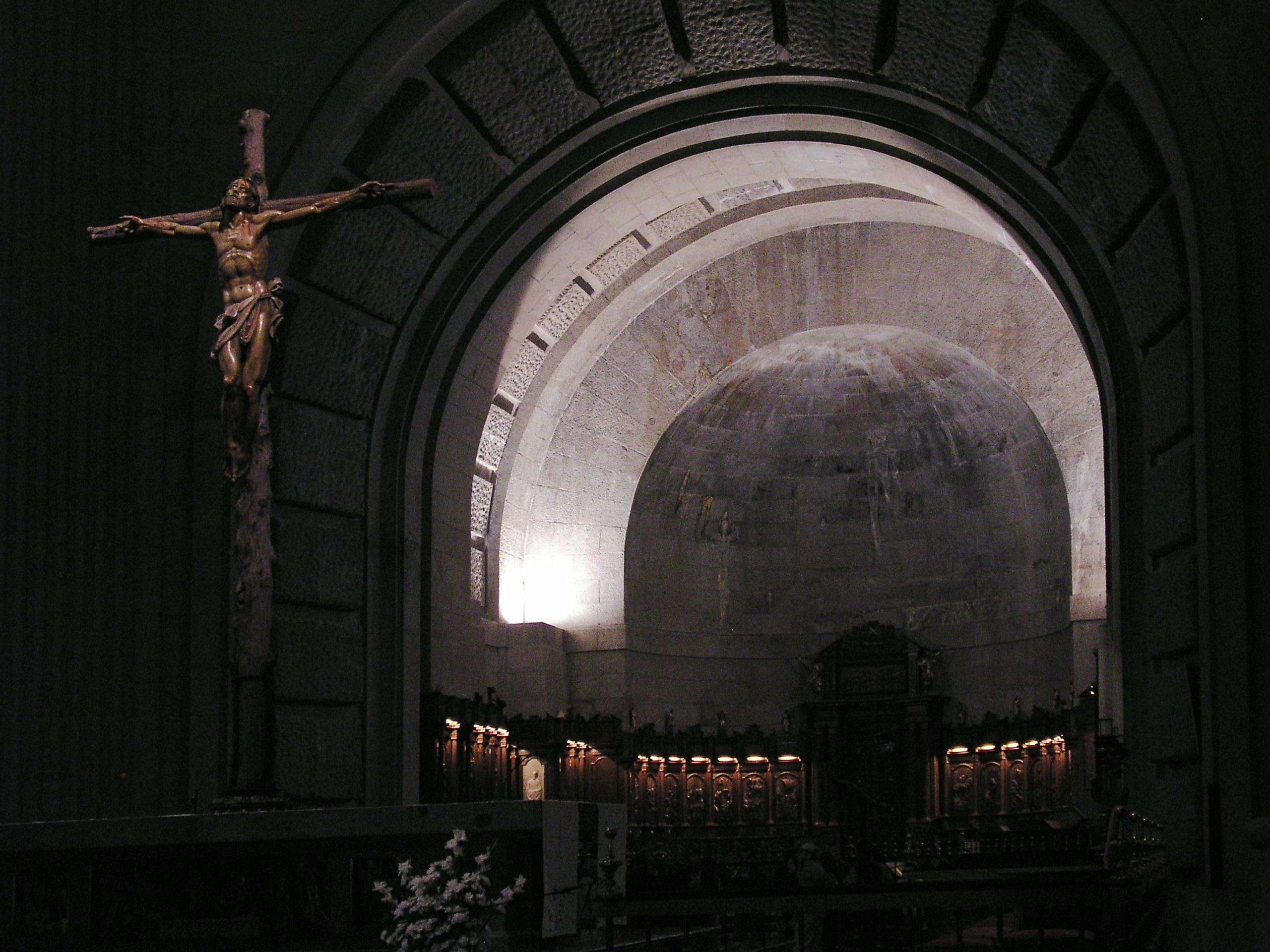
El coro en penumbra.

En la cabecera del templo está el coro de inspiración renacentista, planta semicircular y 70 sitiales dispuestos en tres alturas o niveles, unido, por su parte posterior, con una galería que lleva a la escalera y al ascensor de la cruz. En él se sitúan los monjes y la escolanía durante la celebración de la misa. La sillería es de madera de nogal y fue tallada por Ramón Lapayese con escenas de guerra medieval. Según su autor, el tema era libre, la referencia a las Cruzadas medievales parece evidente, sobre todo porque en algunos de los paneles se ven viviendas del estilo de las existentes en Tierra Santa, además de otros detalles que apuntan en esa dirección.
En alabastro hay unas imágenes en relieve de santos benedictinos, unos de ellos con el hábito cotidiano y otros con el coral o cogulla, y dos figuras de bulto redondo del mismo material: san Benito de Nursia con el libro de la Santa Regla que redactó para legislar la vida de sus monjes, y san Francisco de Asís con un crucifijo en sus manos.

#### La Capilla del Sepulcro
En el lado derecho del crucero se encuentra la Capilla del Sepulcro con tres esculturas de Lapayese: un Cristo yacente y las imágenes del Calvario, es decir, la Virgen María y san Juan Evangelista. En el techo existe otro mosaico de Santiago Padrós, que en este caso representa el Santo Entierro.

#### La Capilla del Santísimo
A la izquierda del crucero está la Capilla del Santísimo. En ella se encuentra un sagrario de plata de Espinós, en el que se observan los relieves de los Apóstoles y otros motivos.
Detrás de él hay un retablo de estilo gótico flamenco del siglo XV (hecho en el s. XX) en el que está representada la Santísima Trinidad en una escena de dolor: el Padre, con el Espíritu Santo en forma de paloma, sostiene al Hijo muerto en sus brazos, mostrando al mundo hasta dónde ha llegado el amor de Dios a los hombres. Se halla franqueado por las imágenes de seis apóstoles. Bajo el altar se descubren otras pinturas de santos de estilo semejante.
La capilla está coronada en su techo por un mosaico de la Ascensión de Jesucristo, obra de Victoriano Pardo. De este modo, en las dos grandes capillas laterales nos encontramos con representaciones de la Pasión y Muerte y de la Gloria como misterios centrales del cristianismo, a la vez que guardan relación con la presencia de tantos caídos de la guerra en el lugar, que se convierte de este modo en un santuario de esperanza en la vida eterna.

### Abadía de la Santa Cruz del Valle de los Caídos

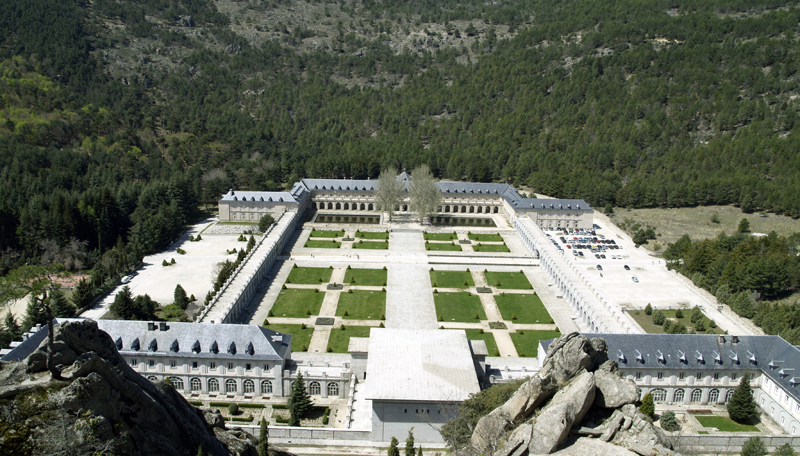
La abadía en primer término, conectada con la hospedería externa por dos largas galerías porticadas.

Erigidos sobre una explanada en la parte posterior del Risco de la Nava, se extiende un conjunto de edificaciones formado por claustro, pórtico posterior, monasterio, noviciado, escolanía y hospedería interna, de una parte, y hospedería externa, de otra. 
El singular claustro no muestra la característica disposición cuadrangular de otros monasterios, sino que es rectangular y se halla abierto hacia la contemplación de la cruz monumental.
En un rectángulo de 300 metros de longitud y 150 de anchura, acotado por dos galerías laterales con arcos de medio punto, se hallan encuadrados los susodichos edificios, todos ellos en piedra granítica y tejado de pizarra a cuatro aguas.
Junto a la abadía se encuentra el cementerio de los monjes benedictinos, para visitarlo se requiere su permiso. La basílica y la abadía están comunicadas a través de un acceso privado que cuenta con una gran puerta monumental de bronce, obra de Damián Villar González.
El papa Pío XII emitió el 27 de mayo de 1958 el breve pontificio Stat Crux, caso único en el siglo XX con respecto a la Orden de San Benito, por el cual se disponía todo lo oportuno para la erección inmediata del monasterio en abadía.
En la fiesta del Triunfo de la Santa Cruz, el 17 de julio de 1958, veinte monjes llegados de Silos emprendían el inicio de la nueva comunidad benedictina en el Valle.

## En la cultura popular
- En 1963 el productor Samuel Bronston produjo un documental sobre el monumento que fue presentado en el Teatro Odeon de Londres el 2 de diciembre, con música de Cristóbal Halffter. Los derechos fueron donados al Patronato de la Basílica de la Santa Cruz de Valle de los Caídos.
- La película-documental sobre la Transición española Después de... (No se os puede dejar solos, primera parte,[190] y Atado y bien atado, segunda parte[191]), presenta un extenso metraje rodado en el monumento durante el entierro de Franco (1975) y durante la celebración del 20-N de 1980, al que asistió Carmen Polo, su viuda.
- En la novela de 1982 de Graham Greene Monseñor Quijote (Monsignor Quixote) utiliza una visita al Valle para ilustrar las actitudes políticas y sociales del gobierno de Franco y el estado de su tumba en la España moderna.
- En la película Espérame en el cielo (1988), de Antonio Mercero, el protagonista (Pepe Soriano) es tan parecido a Franco que se ve forzado a ser su doble en múltiples ocasiones, incluso en su tumba. Chus Lampreave, su mujer, se convierte en una seguidora de Franco para poder ver a su marido en el Valle.
- Los años bárbaros, película española dirigida por Fernando Colomo, estrenada el 11 de septiembre de 1998 y basada en la novela Otros hombres de Manuel Lamana, narra la fuga de este último y de Nicolás Sánchez-Albornoz del campo de trabajo del Valle de los Caídos.
- El Valle de los Caídos aparece en la novela Altered Carbon de Richard Morgan del año 2002, donde es utilizado como una base de operaciones de uno de los antagonistas principales, Reileen Kawahara.
- El sitio también aparece en la película española de comedia negra-terror Balada triste de trompeta (2010) dirigida por Álex de la Iglesia, donde los protagonistas tienen una pelea en lo alto de la cruz.
- En 2013 se estrena en España el documental All'ombra della croce (A la sombra de la cruz)[192] dirigido por el italiano Alessandro Pugno, suscitando polémicas e interés por los medios nacionales e internacionales.[193] La película cuenta la historia escondida de los niños de la escolanía, que todos los días cantan misa en la Abadía del Valle. Los niños viven en un internado donde reciben una educación religiosa.[194] La película ha sido galardonada con el premio al mejor documental en el Festival de Málaga de Cine Español.
- En la novela Las tres bodas de Manolita (2014), de Almudena Grandes (la tercera entrega de sus Episodios de una Guerra Interminable) se recrea la construcción del Valle de los Caídos desde el punto de vista de un preso en el campamento penal.[195]
- El monumento es un escenario de la novela de Dan Brown, Origen (2017).
- En mayo de 2021, la Biblioteca Nacional de España recuperó más de 400 libros depositados en el Valle de los Caídos en 1961.[196]

### Vídeos
- El escultor Juan de Ávalos cuenta su experiencia
- El Valle de los Caídos: La Verdad de la Historia
- La verdad de los presos del Valle de los Caídos
- La clave - El Valle de los Caídos - 18 nov 1983 Debate en torno a la historia y la construcción del Valle de los Caídos. Moderado por José Luis Balbín, con la participación de Gregorio Peces-Barba del Brío, Pedro Pérez Ramírez y Damián Rabal (trabajadores en la construcción del monumento), Juan de Ávalos (autor de las esculturas) y Daniel Sueiro (autor del libro El Valle de los Caídos: los secretos de la cripta franquista).
- Documental sobre la vida de los benedictinos de la Abadía del Valle de los Caídos A la sombra de la cruz de Alessandro Pugno (2012)

- Datos: Q940833
- Multimedia: Valle de Cuelgamuros (monument) / Q940833